# 軍服 (オーストリア)
軍服とは軍隊の構成員（軍人）が着用する衣類を言う。（軍服全般については軍服を参照）
オーストリアの軍服では、軍隊に制服が導入された17世紀以降現在に至るオーストリアにおける軍服の変遷について述べる。
※以下、オーストリア＝ハンガリー帝国をオーストリア共和国時代と対比する場合は「旧帝国」、オーストリア共和国のうち1918年 - 1938年の時期を第二次世界大戦後と対比する場合には「第一共和国」という表現も用いる。

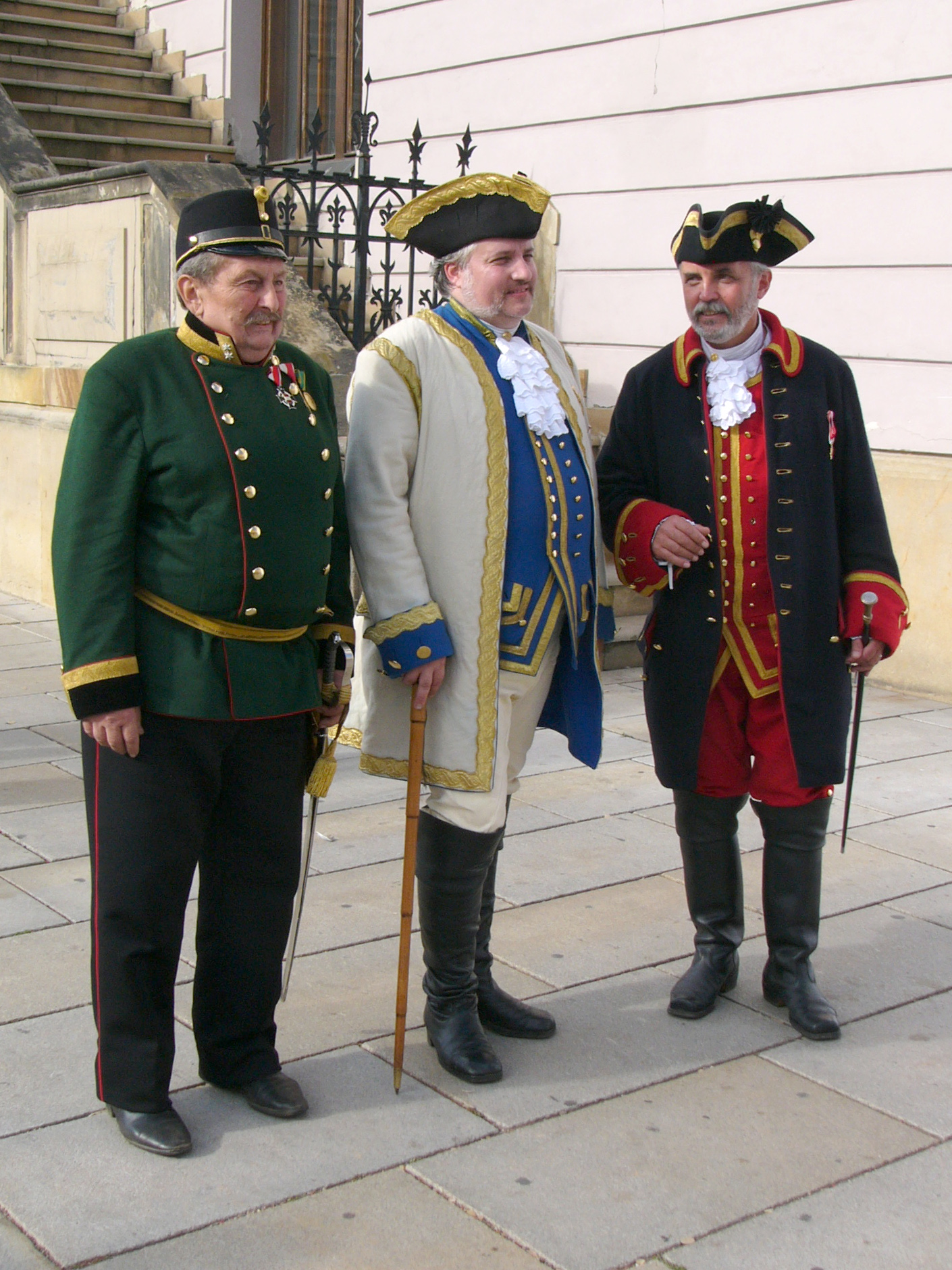
19世紀の軍服の再現

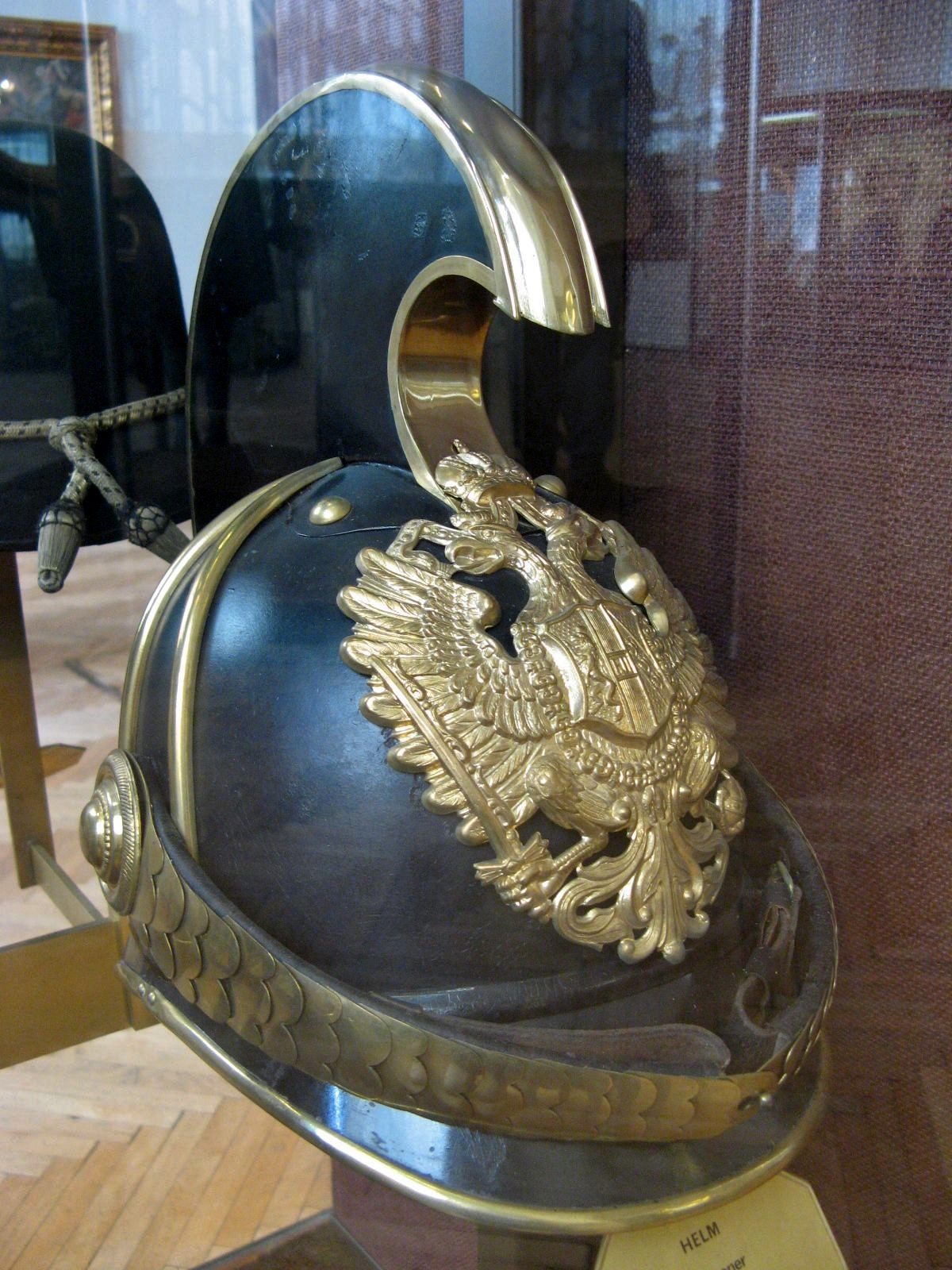
竜騎兵のヘルメット

## 概観
1866年の普墺戦争の結果、ドイツ統一の主導権をプロイセン王国に奪われ、中・東欧の多民族国家として位置づけられたオーストリアの軍服は、プロイセンとも多くの共通点を持っていたが、ケピ帽や竜騎兵用ヘルメット、上着等に見られるように、フランスの影響がより強く見られた（現在でも飾緒はフランス式である）。一方で、バイエルン王国等のドイツ諸邦の制服や統一後のドイツ（山岳兵の服装等）に影響を与えている。そのため、地方政府の独立性が強いドイツでは、現在でも地方によっては警察官の制服にその影響が残っている。
また、オーストリアは、かつて統治下にあったハンガリーやチェコスロバキア（現：チェコ、スロバキア）とも軍服について互いに影響を与え合っている。

## オーストリア・ハンガリー帝国の軍服
1751年に白のハーフコートが導入され、1798年に正装と野戦用の軍服を区別する規定が定められる。
1909年に騎兵を除く全兵科でヘヒトグラウ（ドイツ語: Hechtgrau、パイクグレー）となる。立て襟であったが、後年折り返し襟となる。騎兵はシャコーやピッケルハウベにドルマンと赤いズボンであったが、1914年にグレーの覆いのされた野戦帽が制定された。

### 19世紀末 - 20世紀初頭

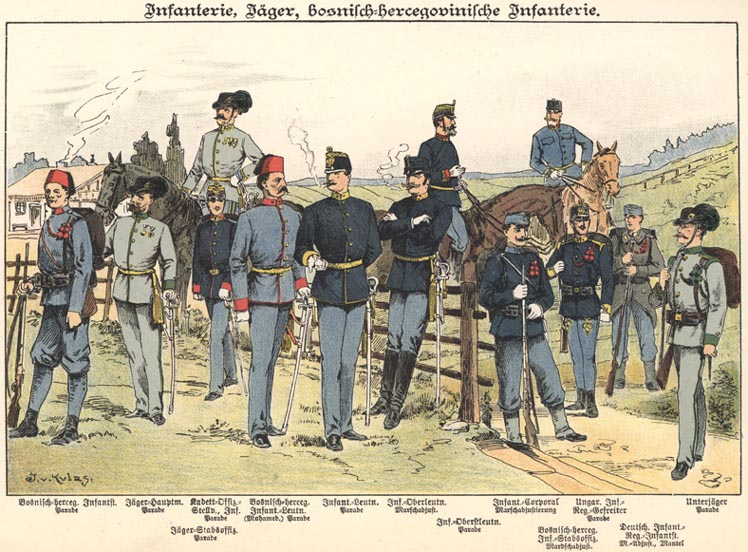
歩兵各種軍装（1898年）

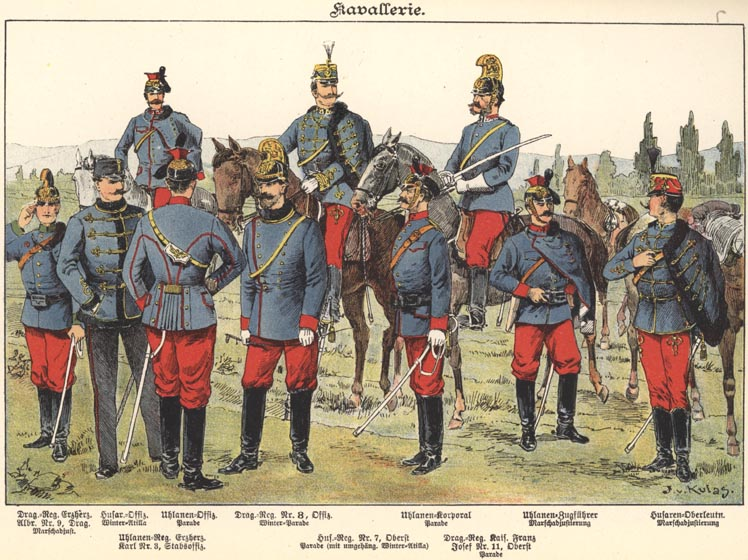
騎兵各種軍装（1898年）

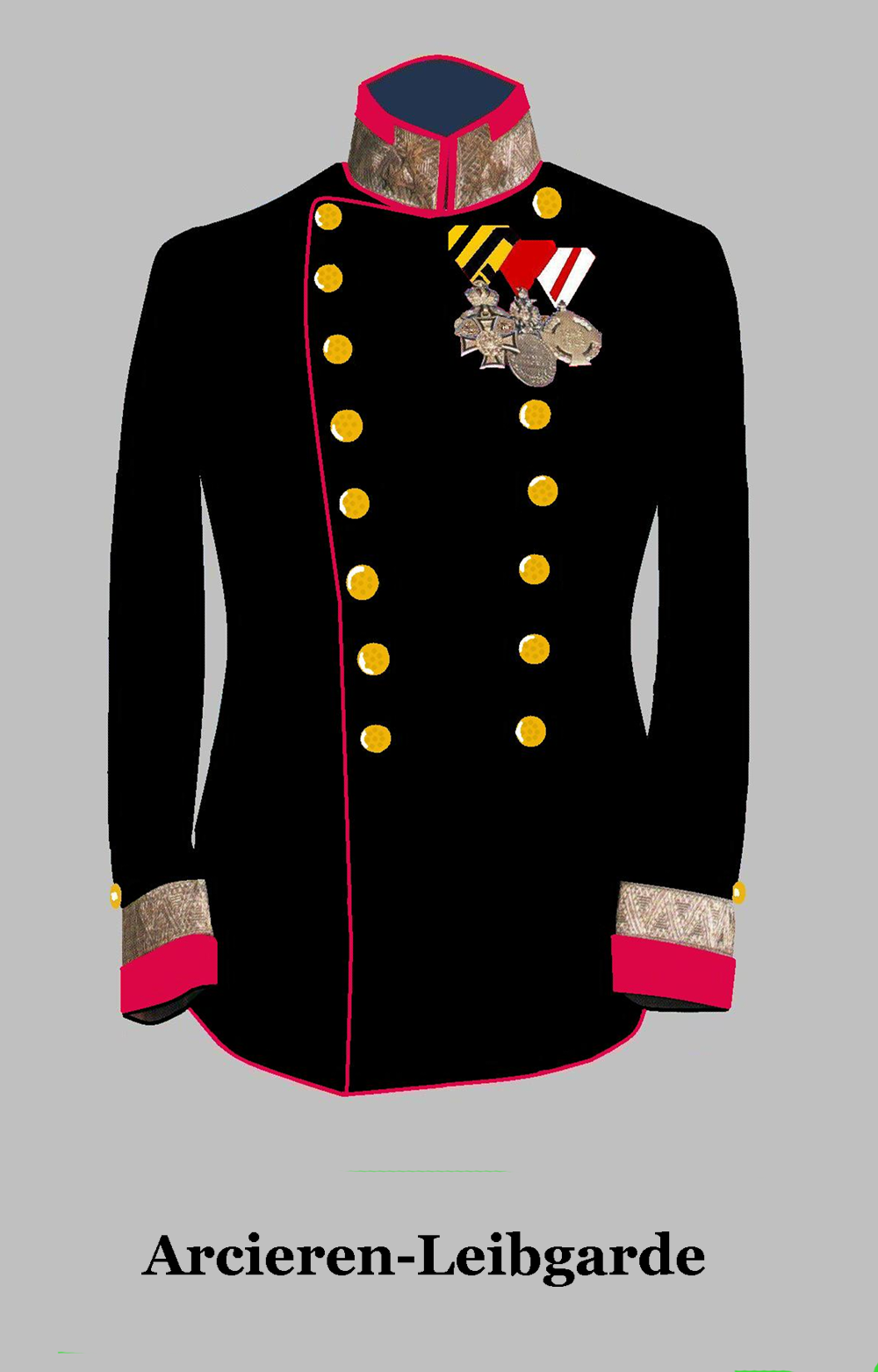
近衛大佐
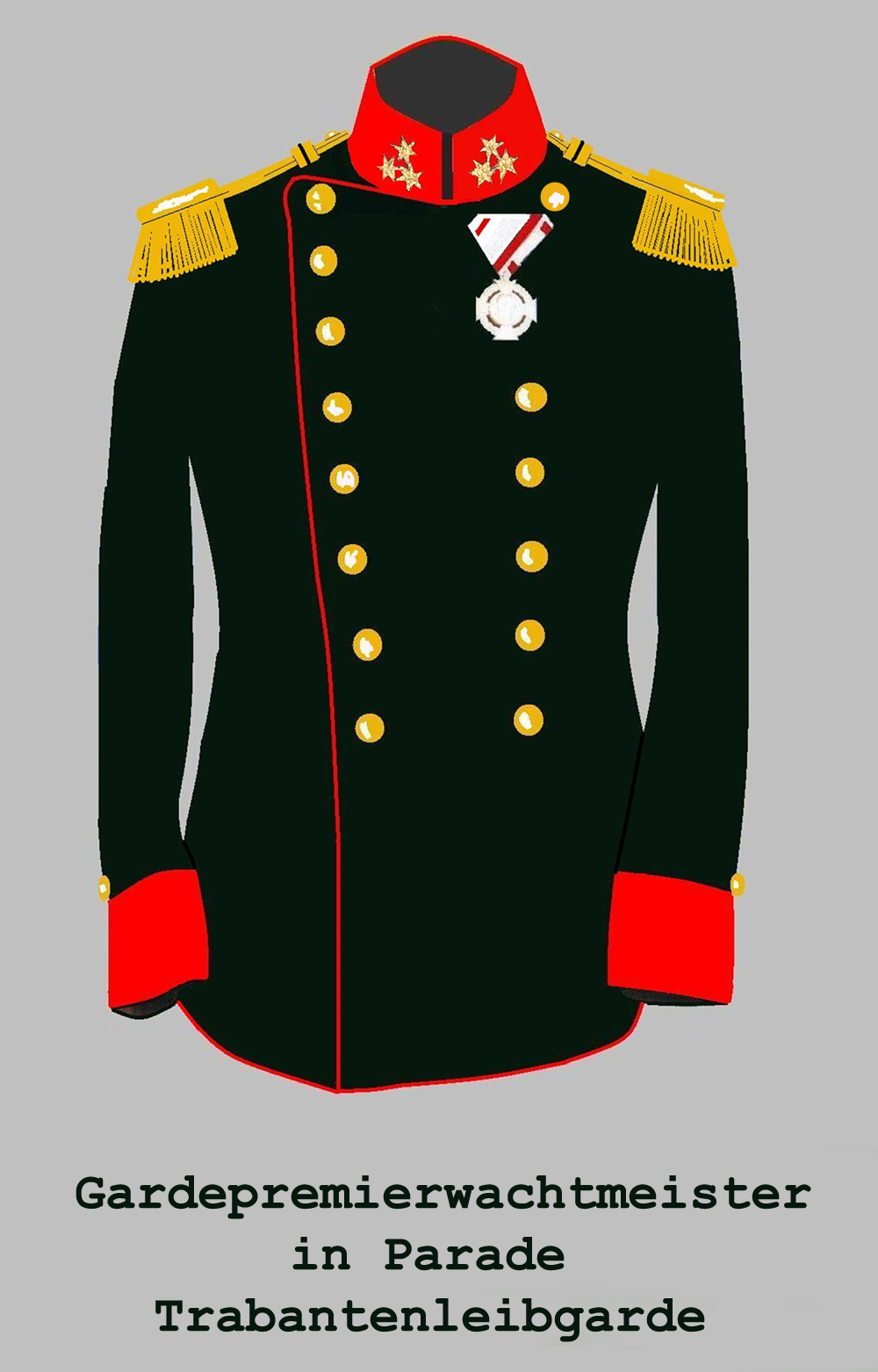
近衛大尉パレード用
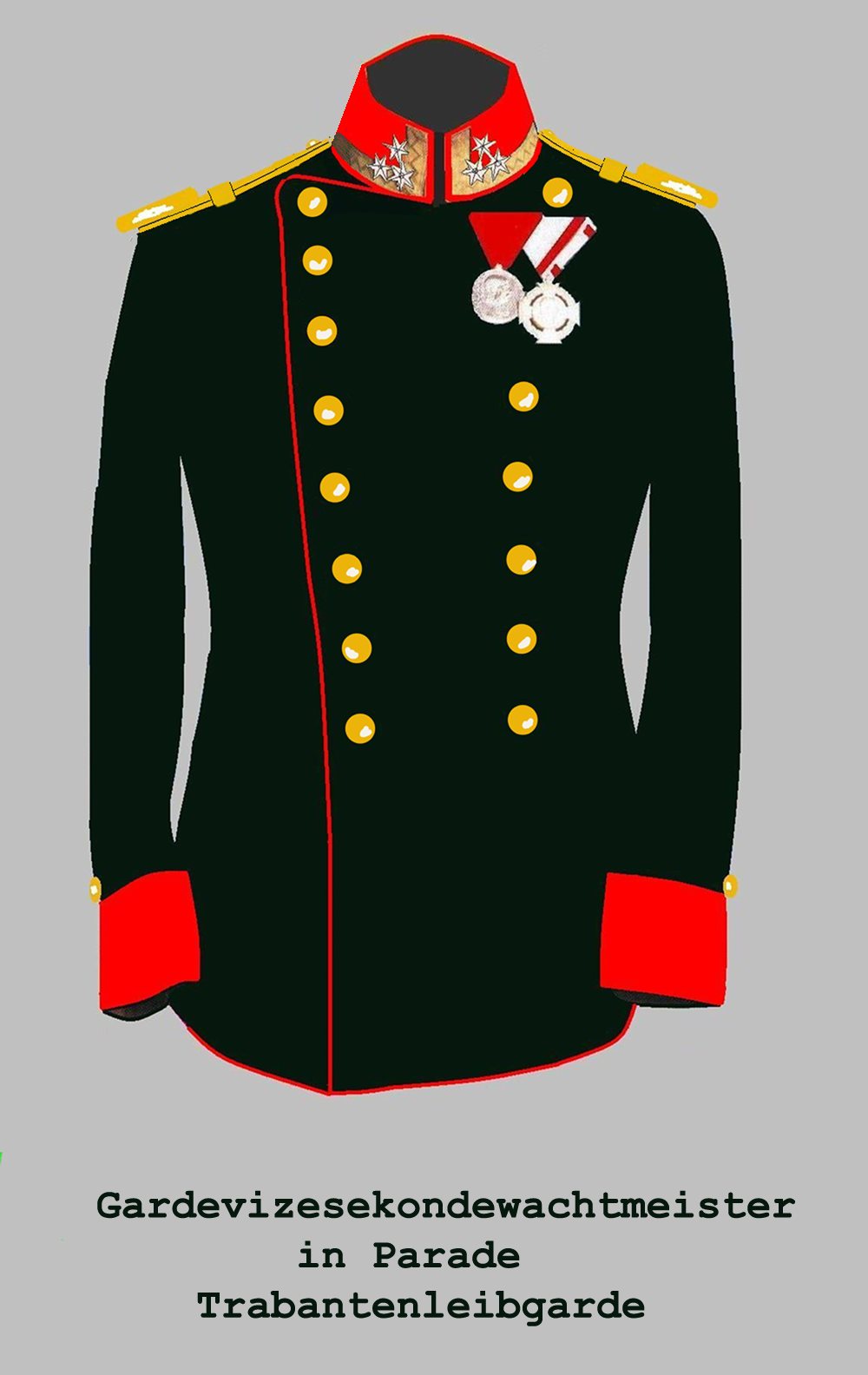
近衛下士官パレード用
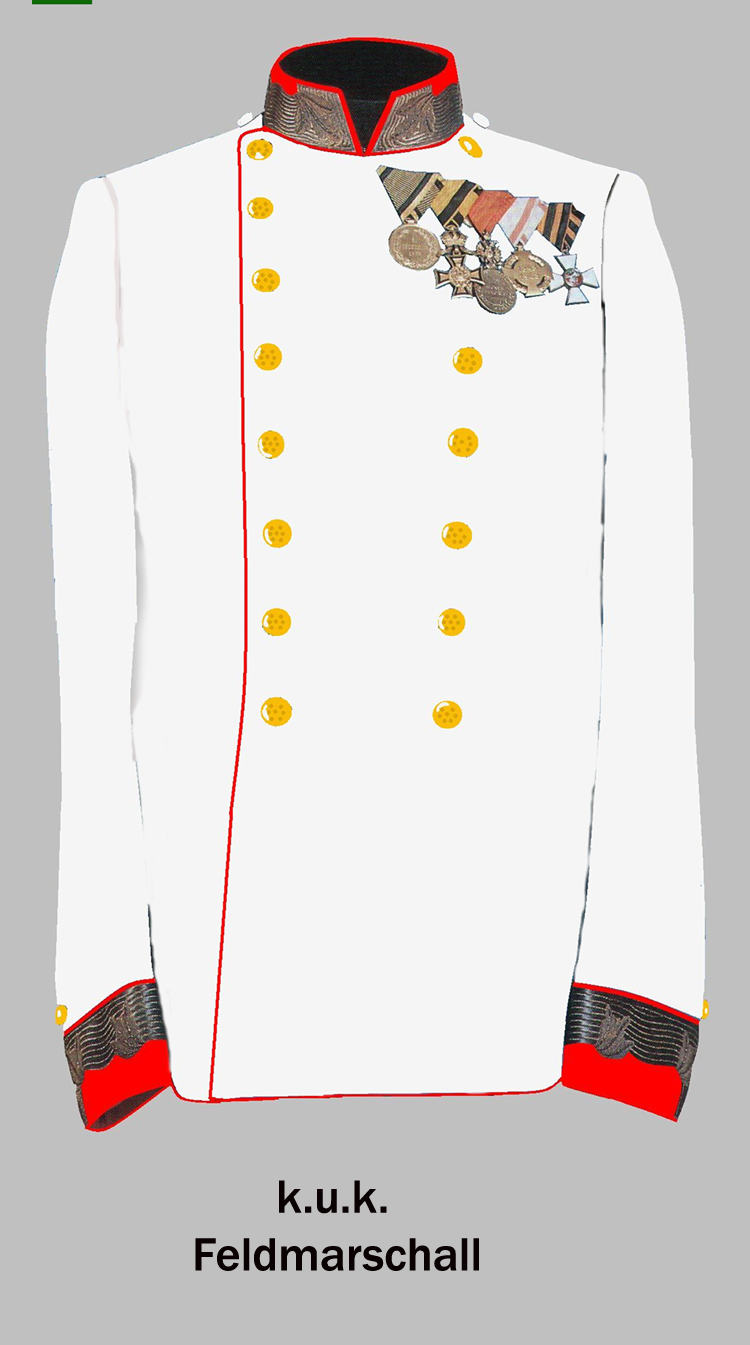
ドイツ系将官（元帥）
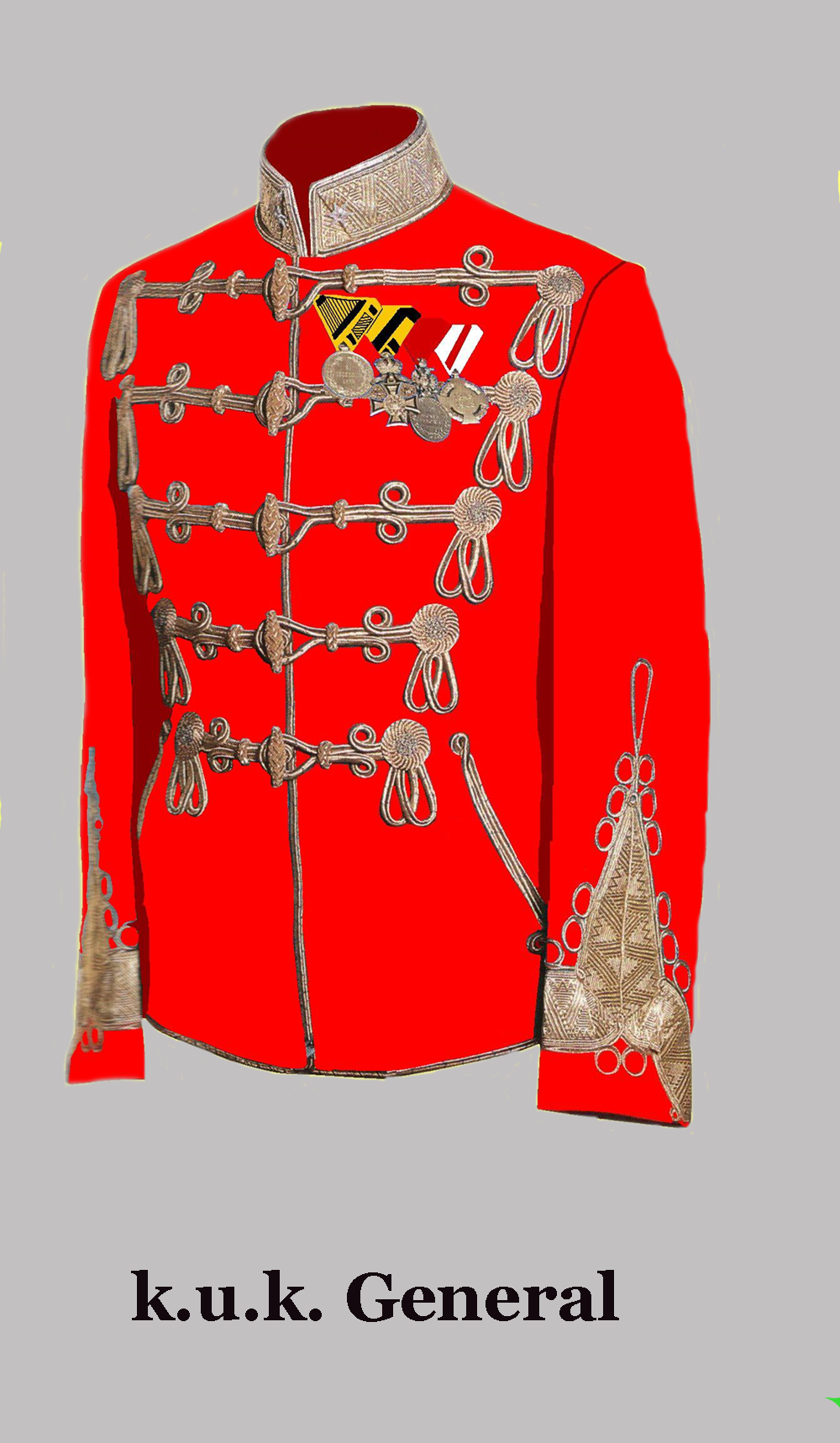
ハンガリー系将官
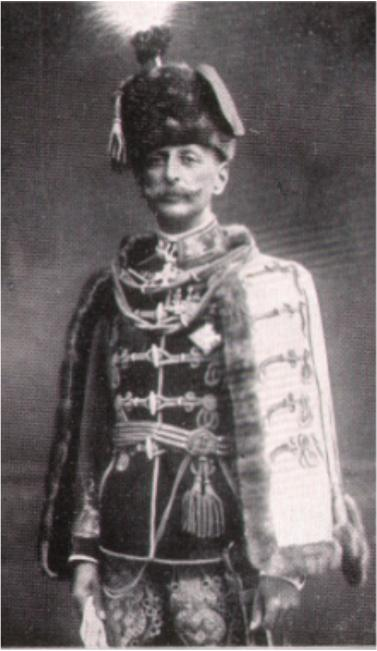
ハンガリー系将官
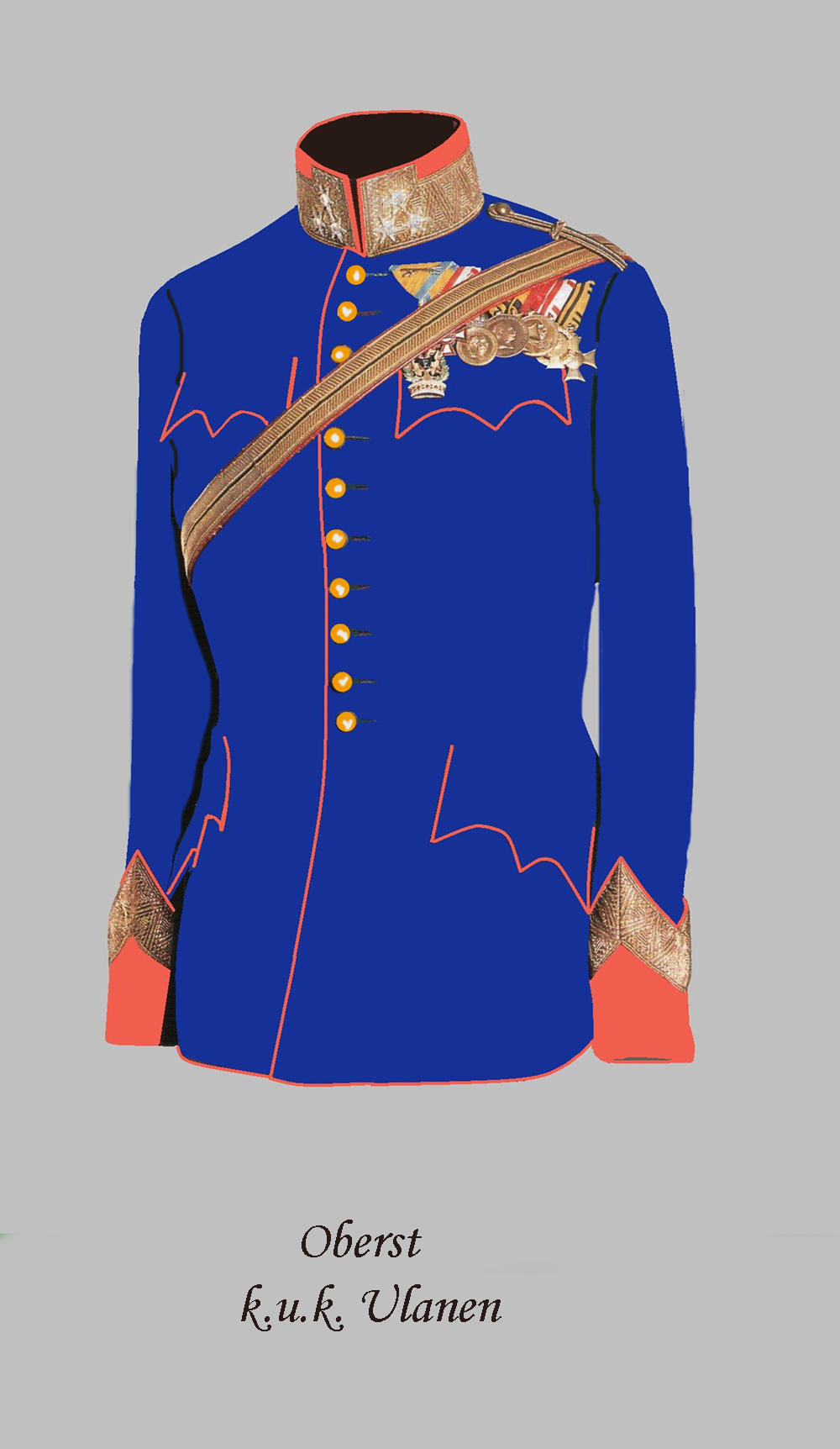
ドイツ系槍騎兵大佐
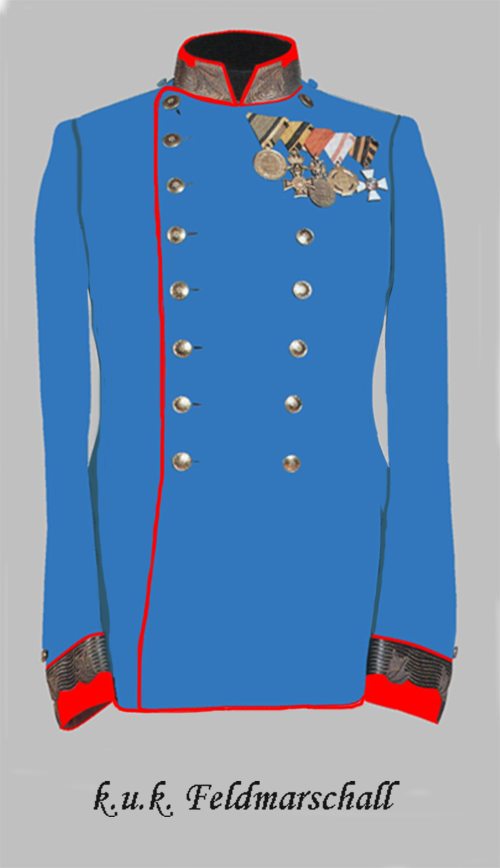
元帥パレード用
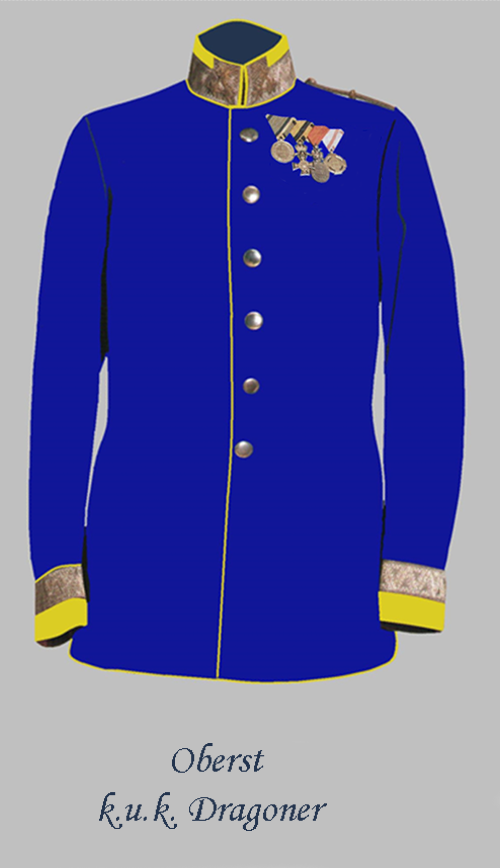
竜騎兵大佐
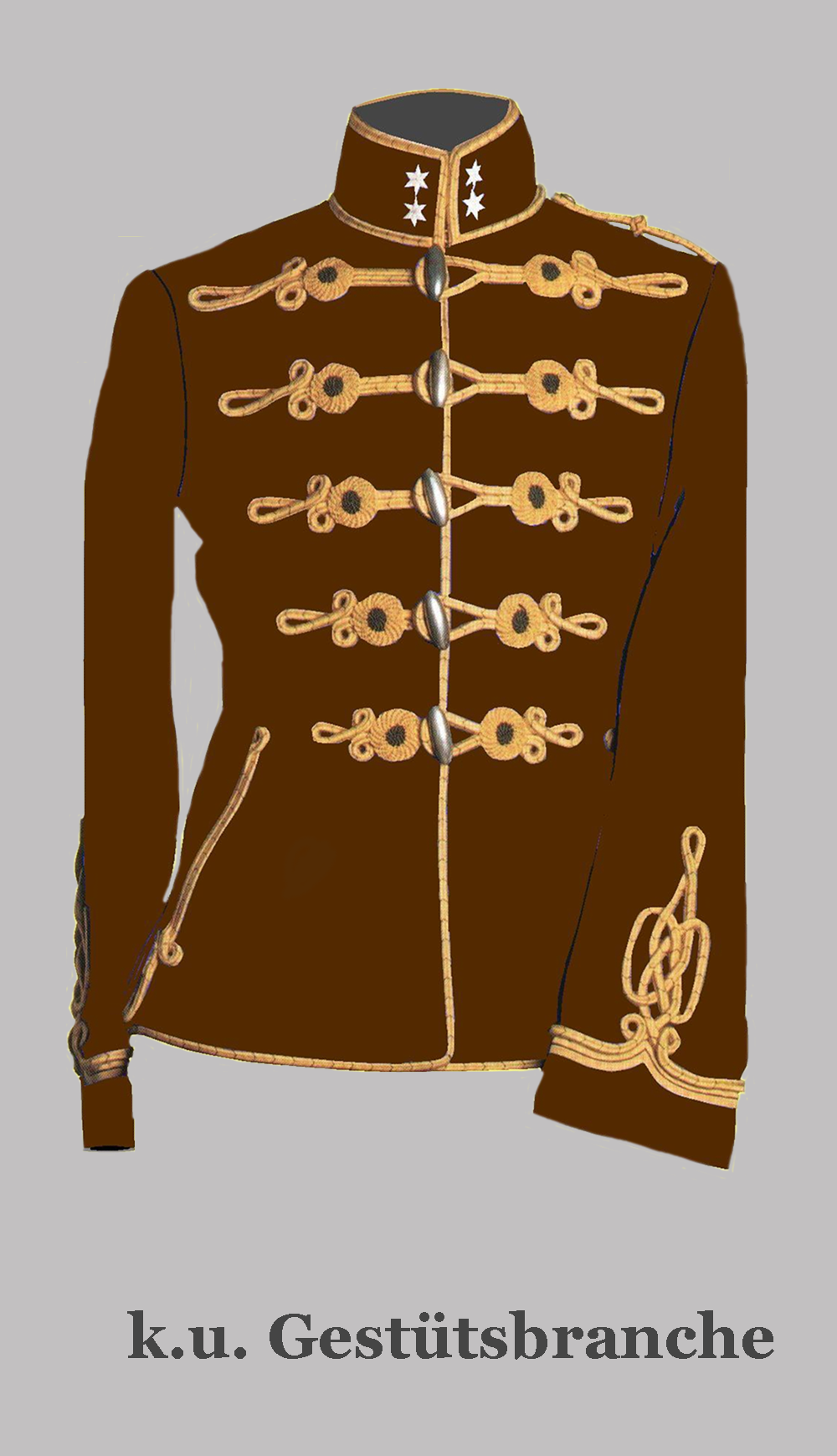
驃騎兵伍長
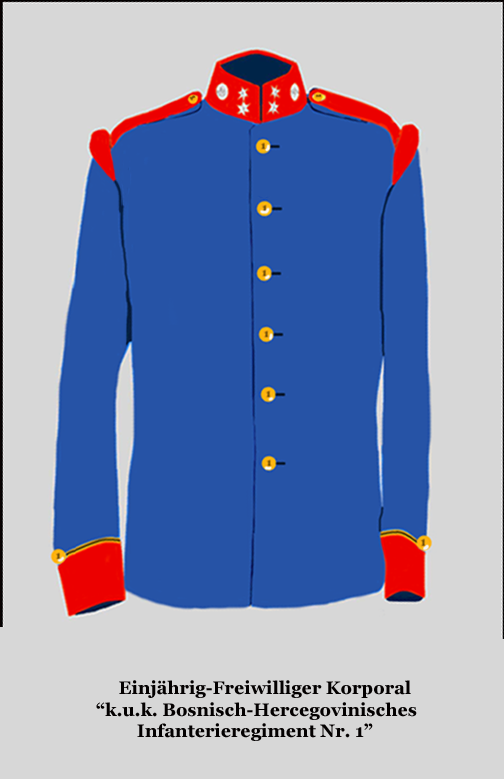
ボスニア・ヘルツェゴビナ歩兵第1連隊1年志願兵歩兵伍長
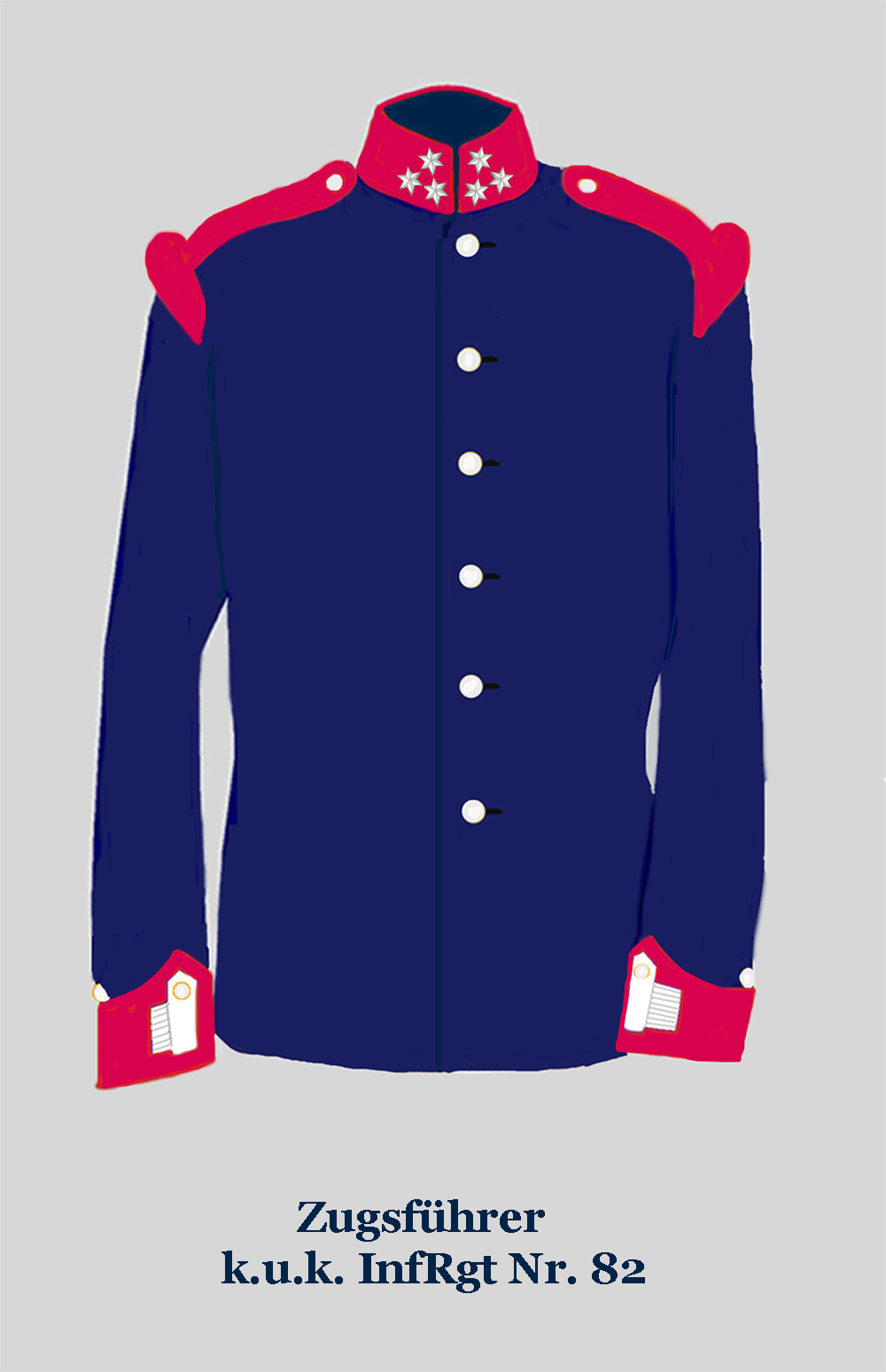
ハンガリー歩兵第82連隊上級伍長
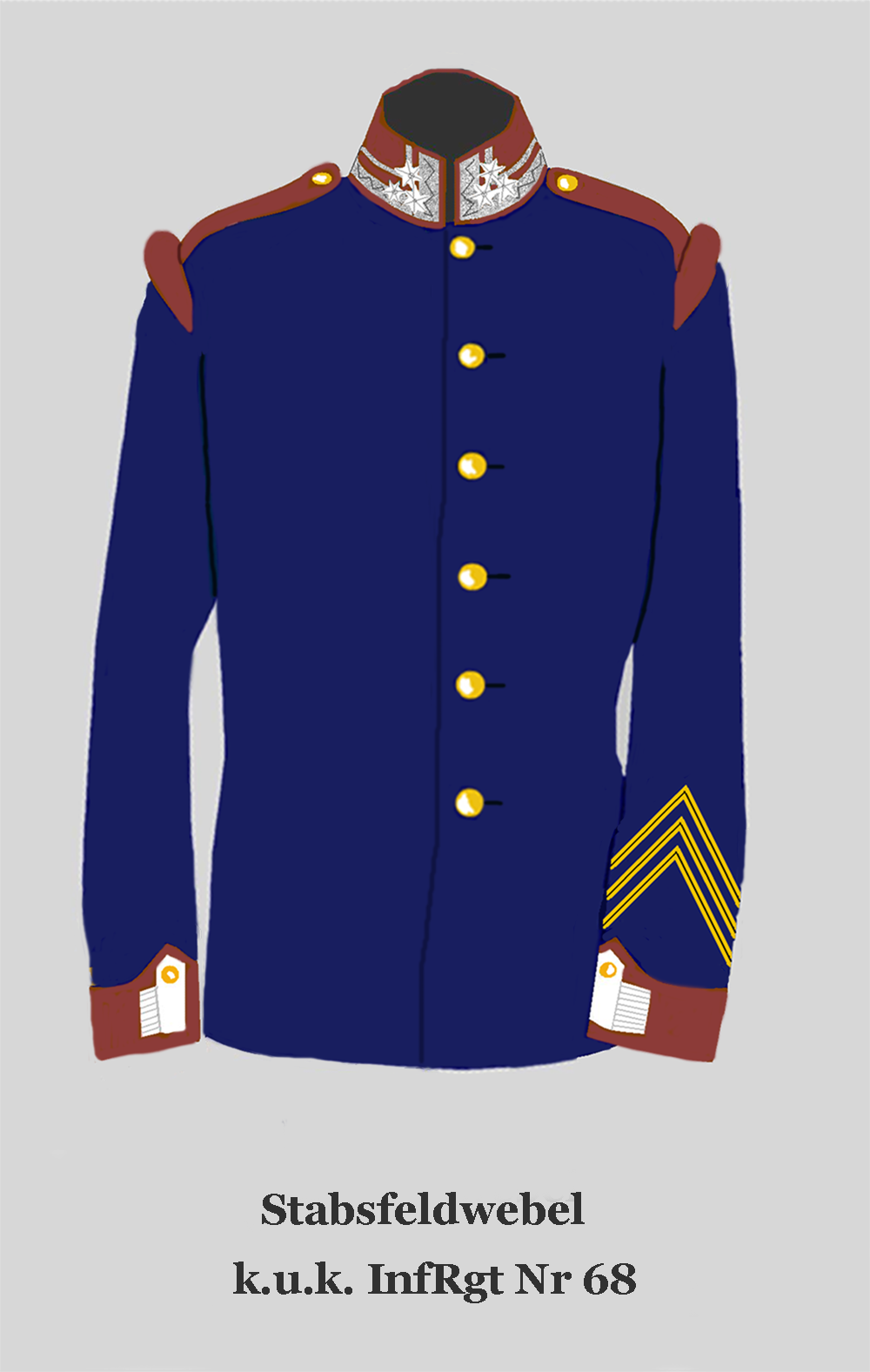
歩兵第68連隊上級曹長
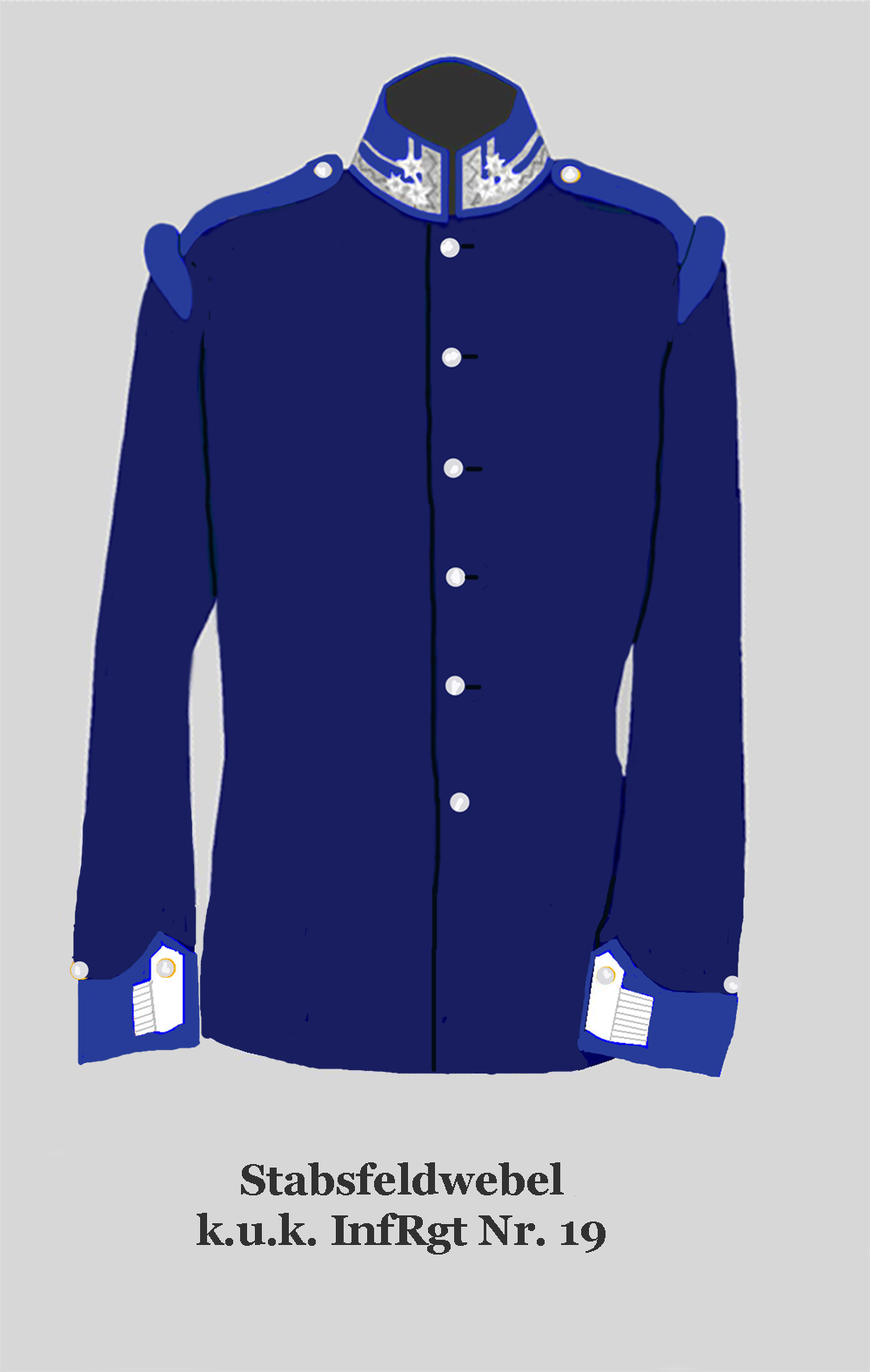
ハンガリー第95歩兵連隊上級曹長
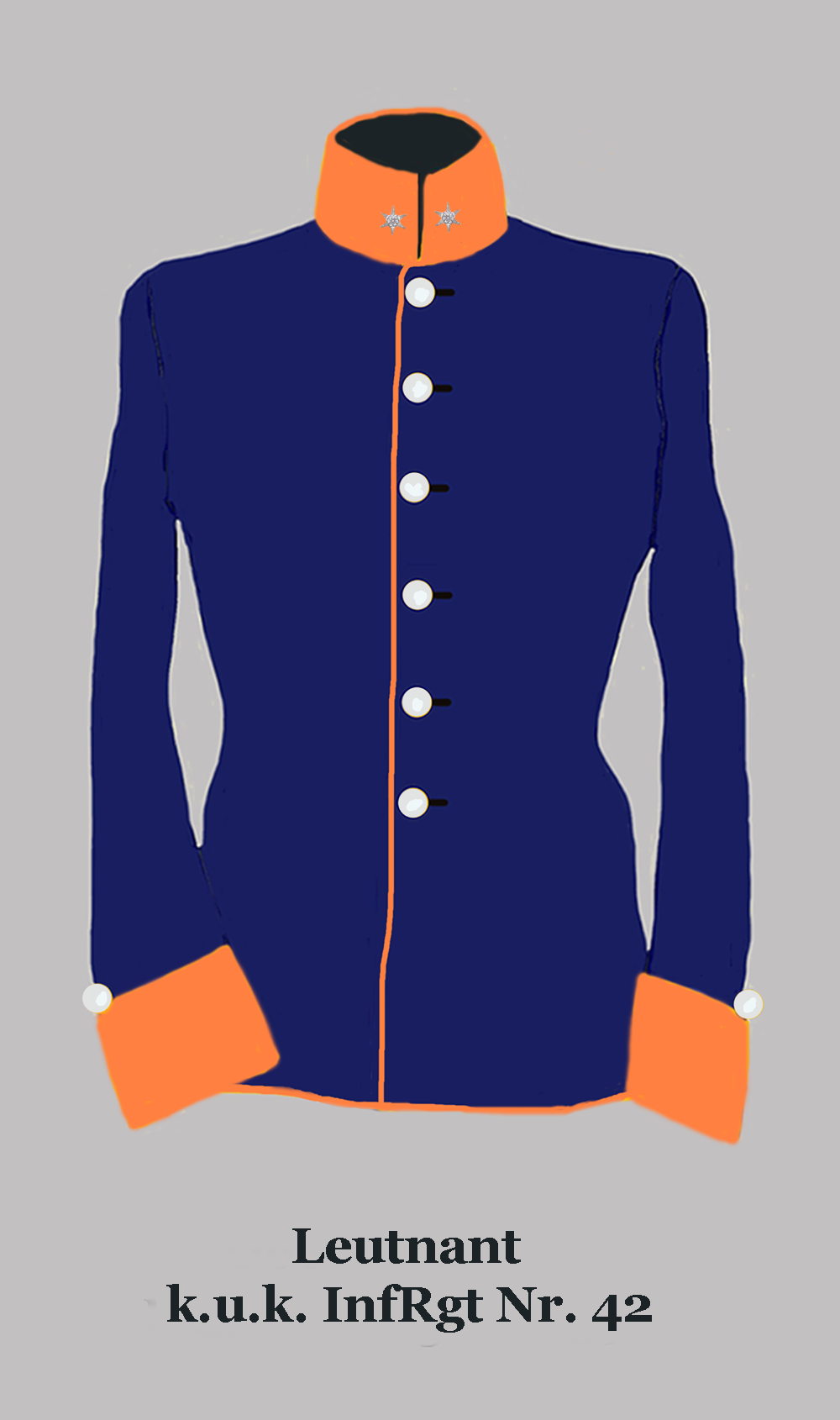
歩兵第42連隊少尉
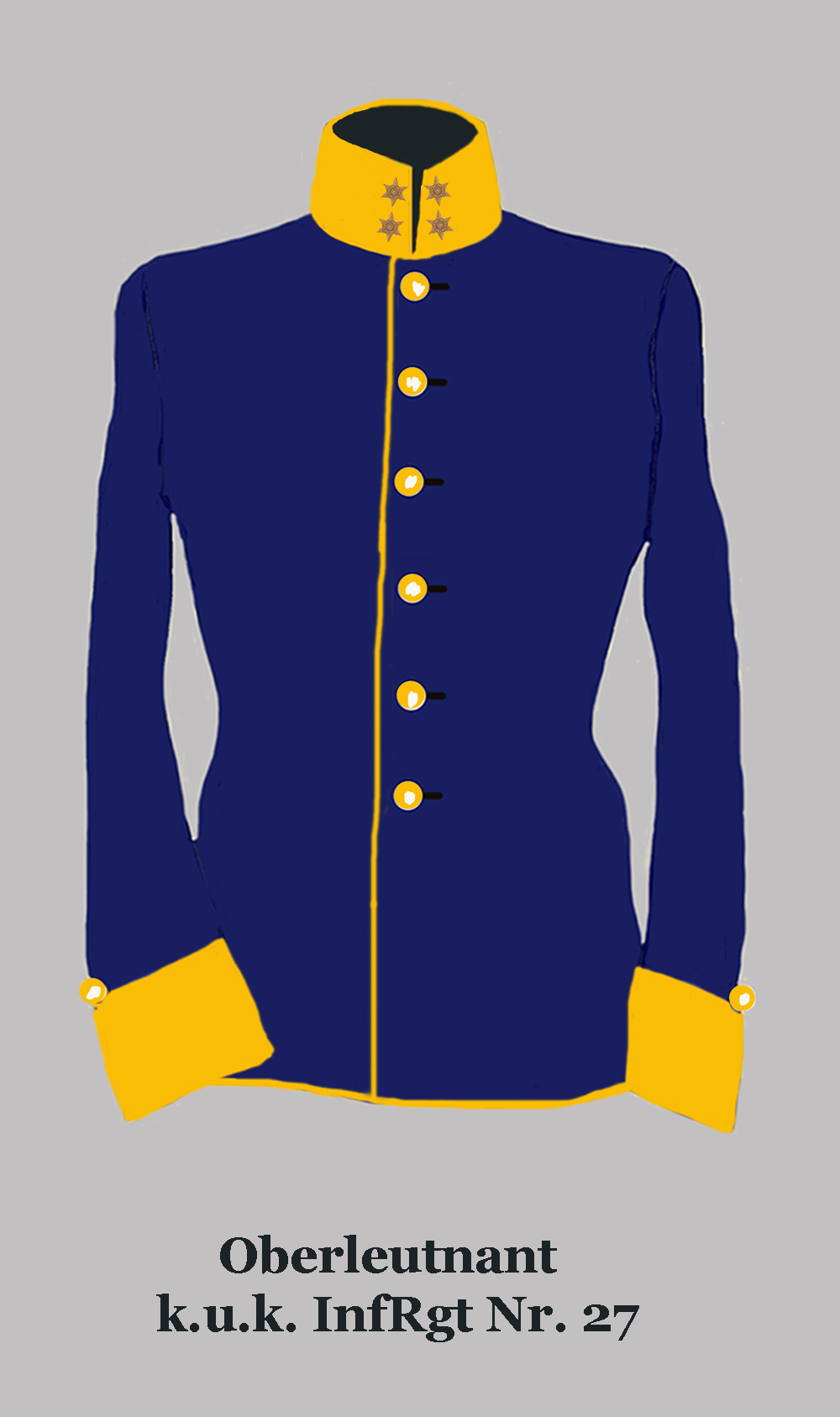
歩兵第27連隊中尉
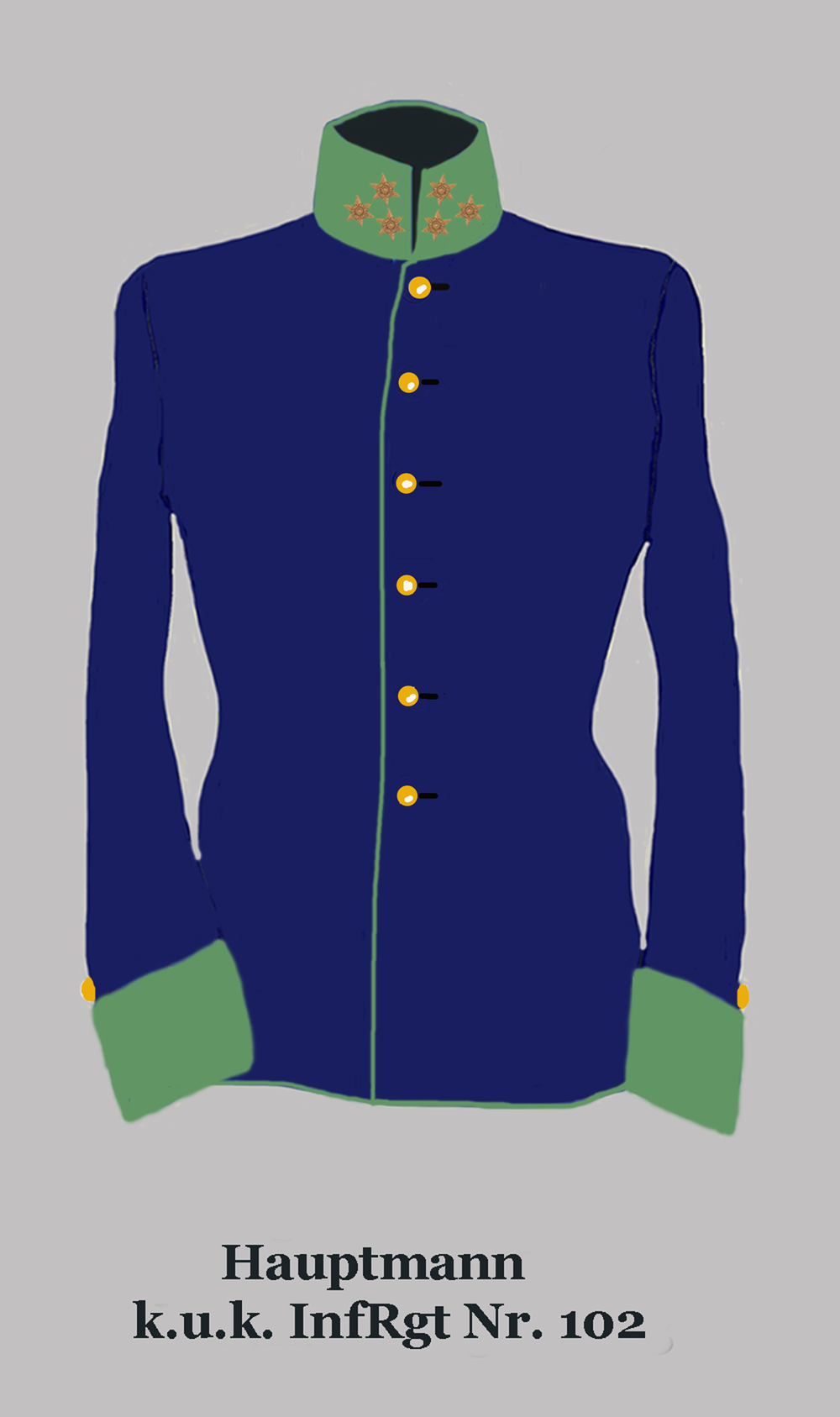
ドイツ系歩兵大尉
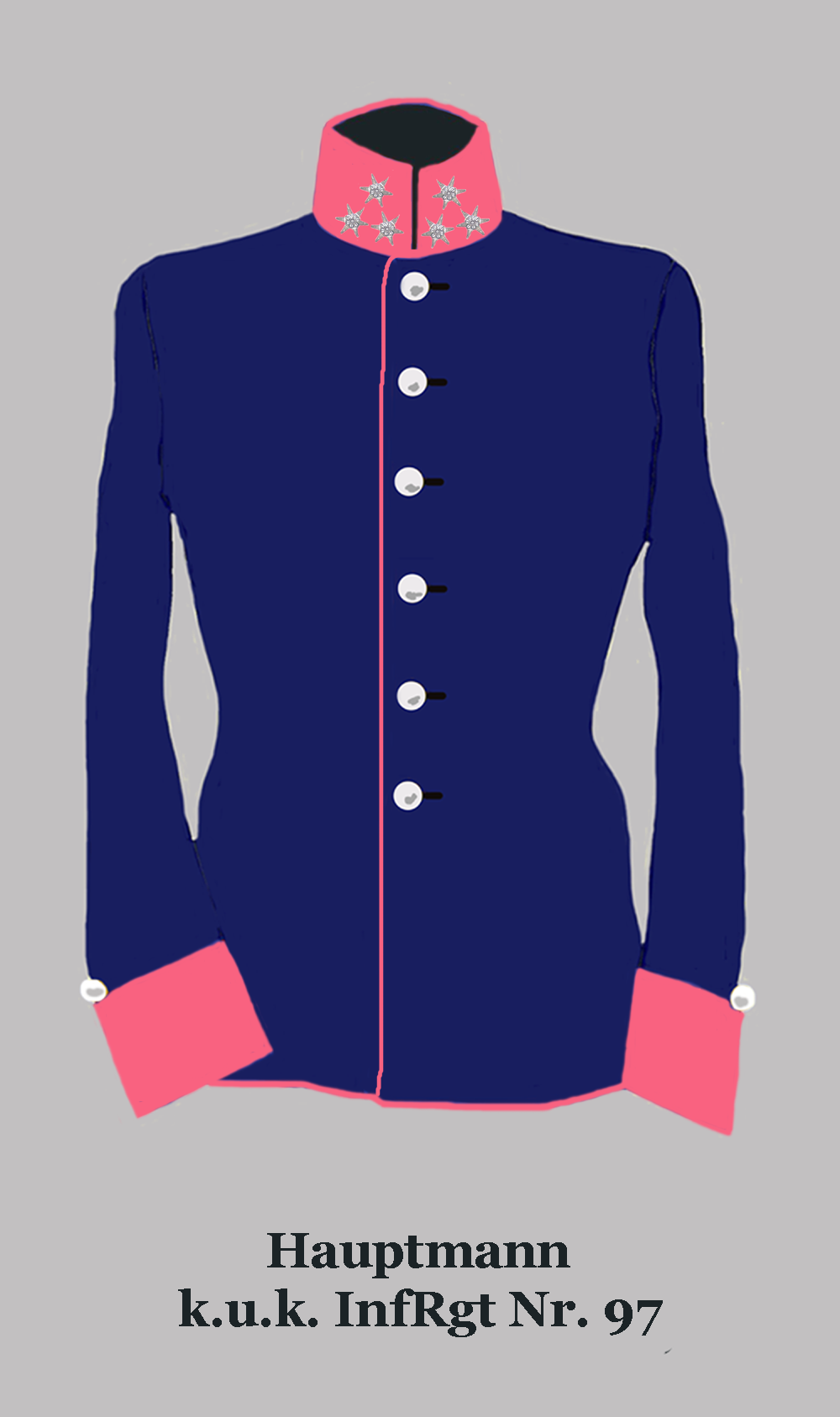
ドイツ系歩兵大尉
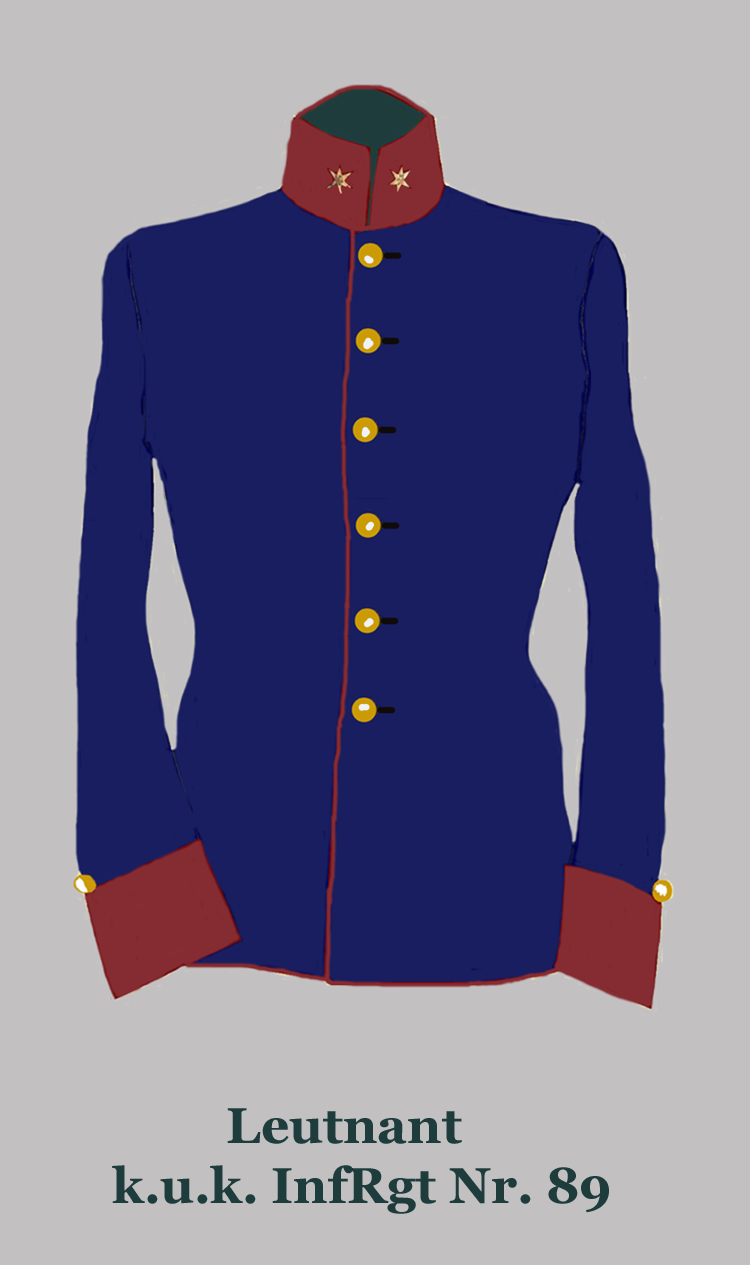
ドイツ系歩兵少尉
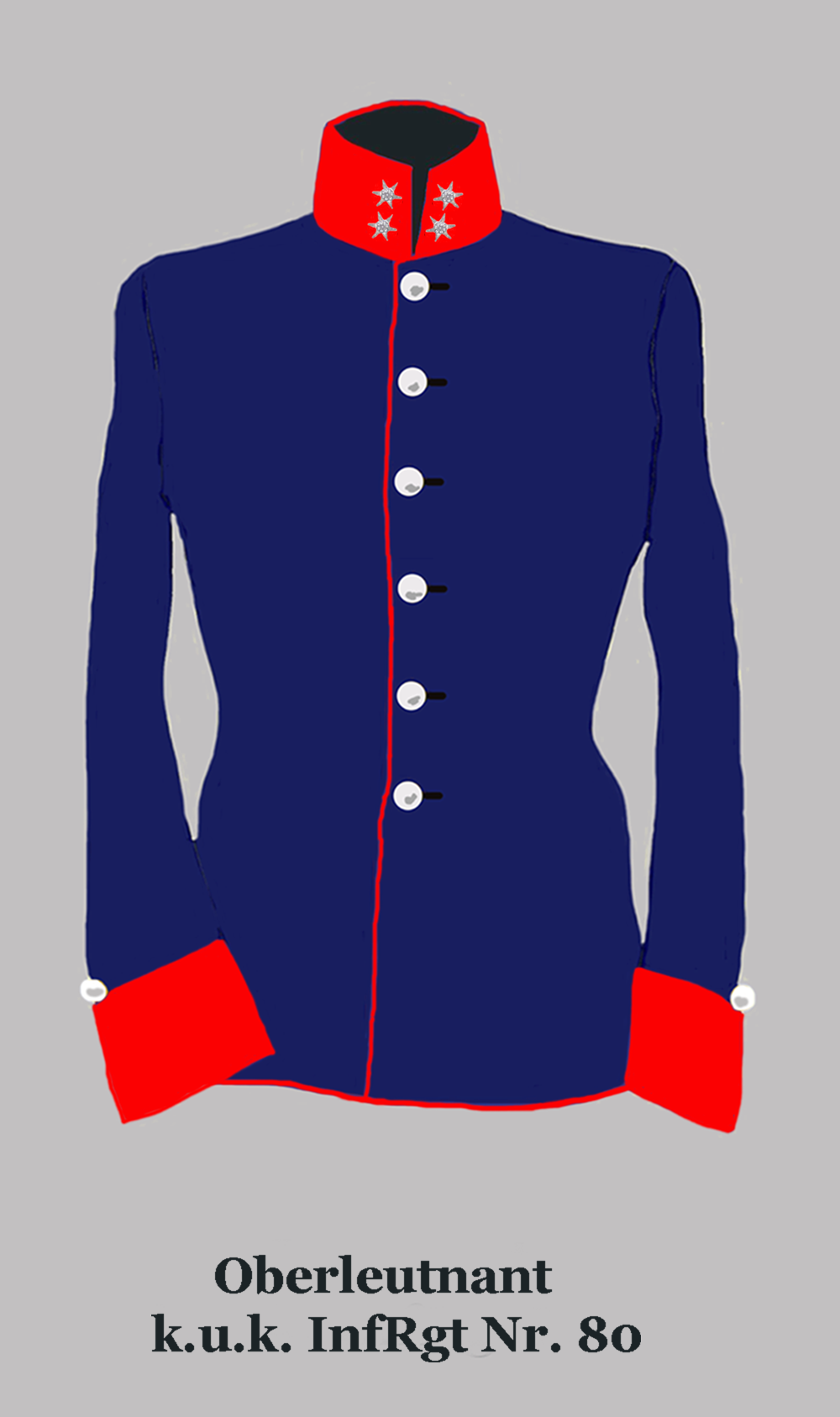
ドイツ系歩兵中尉
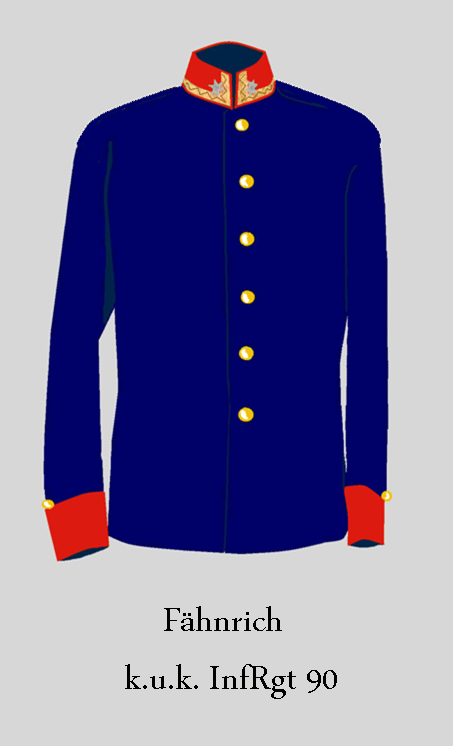
ドイツ系歩兵曹長
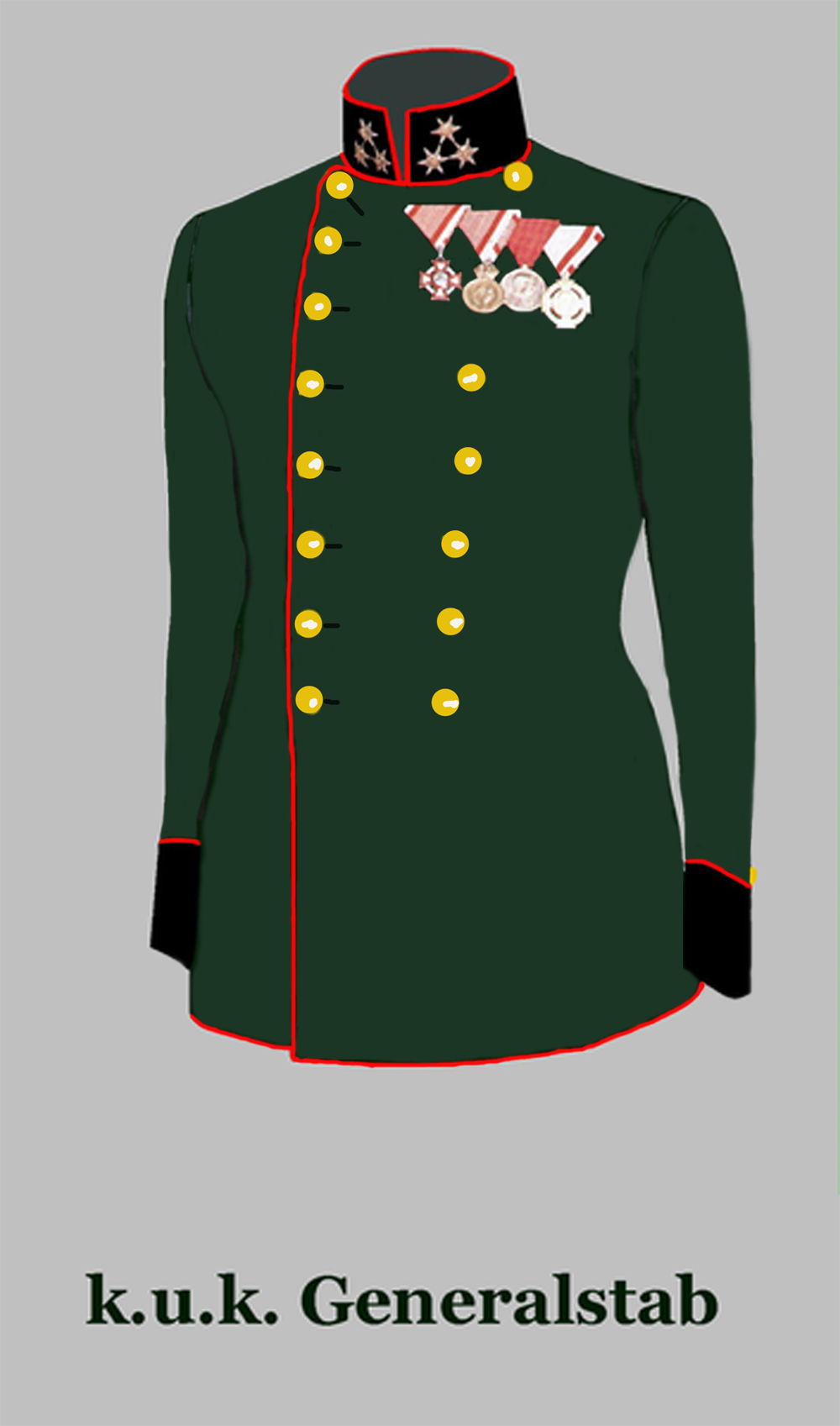
参謀大尉
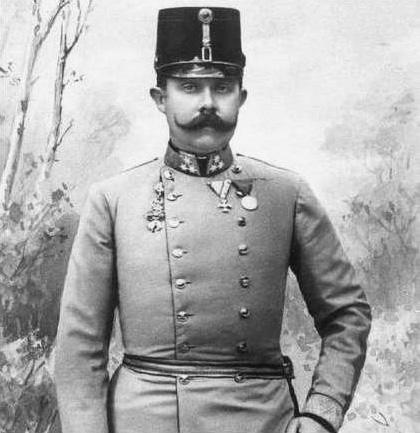
フランツ・フェルディナント大公
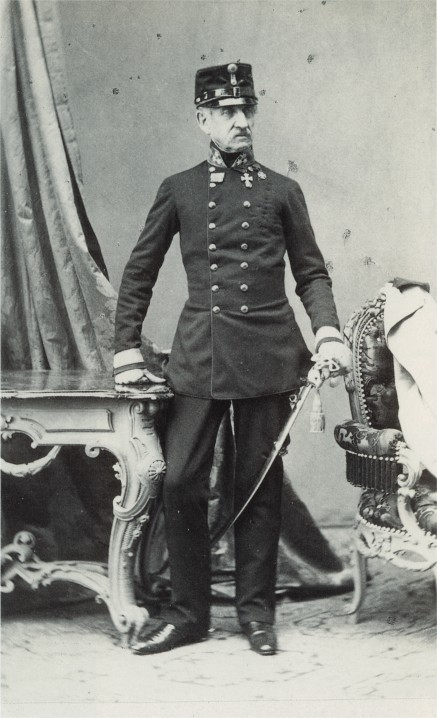
大将。ヴィンディシュ＝グレーツ侯（1860年）
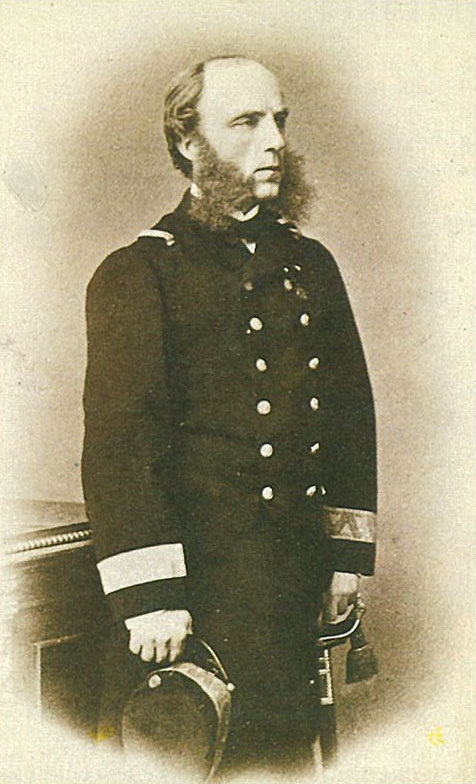
海軍少将。ヴィルヘルム・フォン・テゲトフ
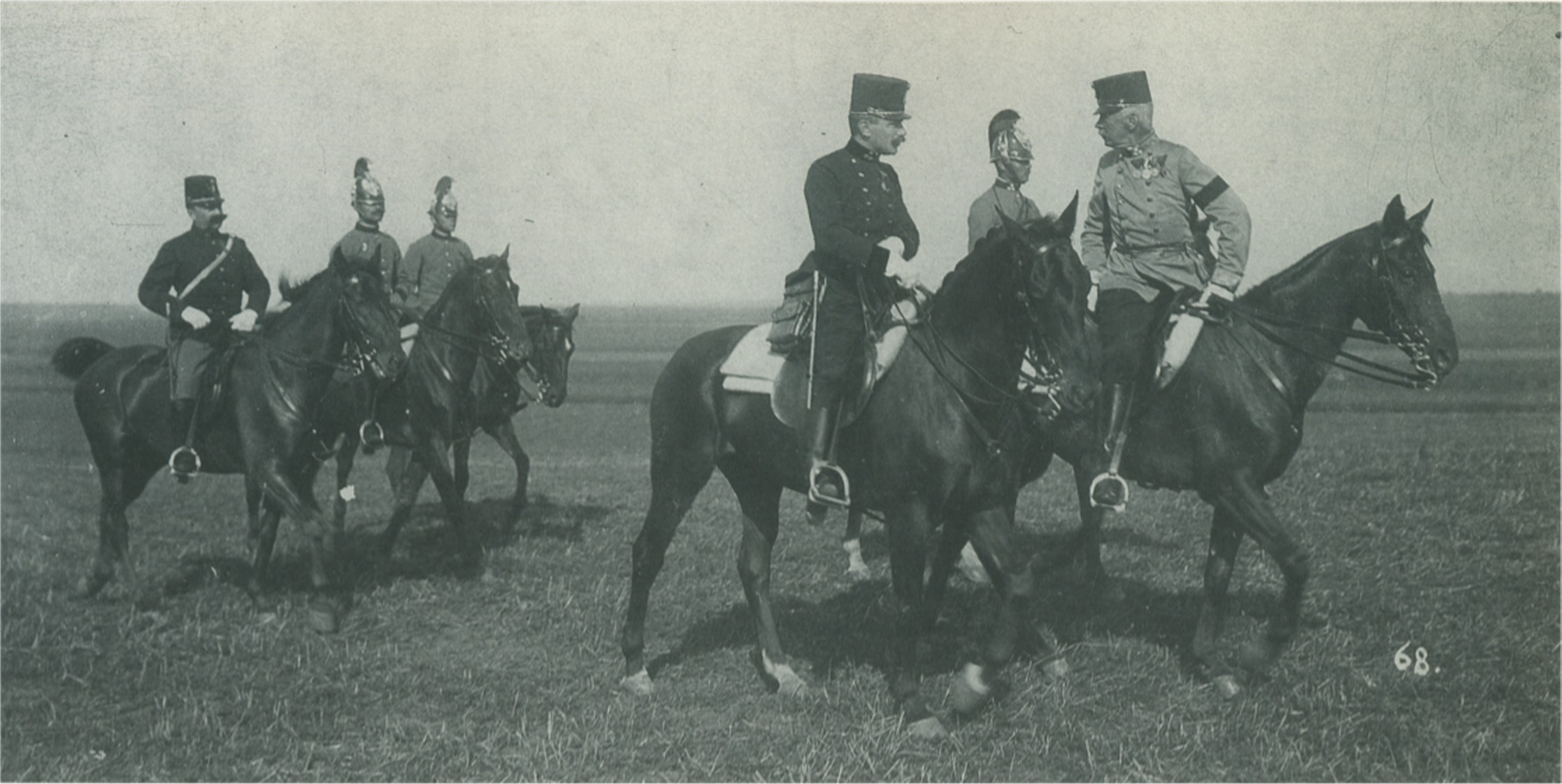
演習における将官とその幕僚と竜騎兵将校
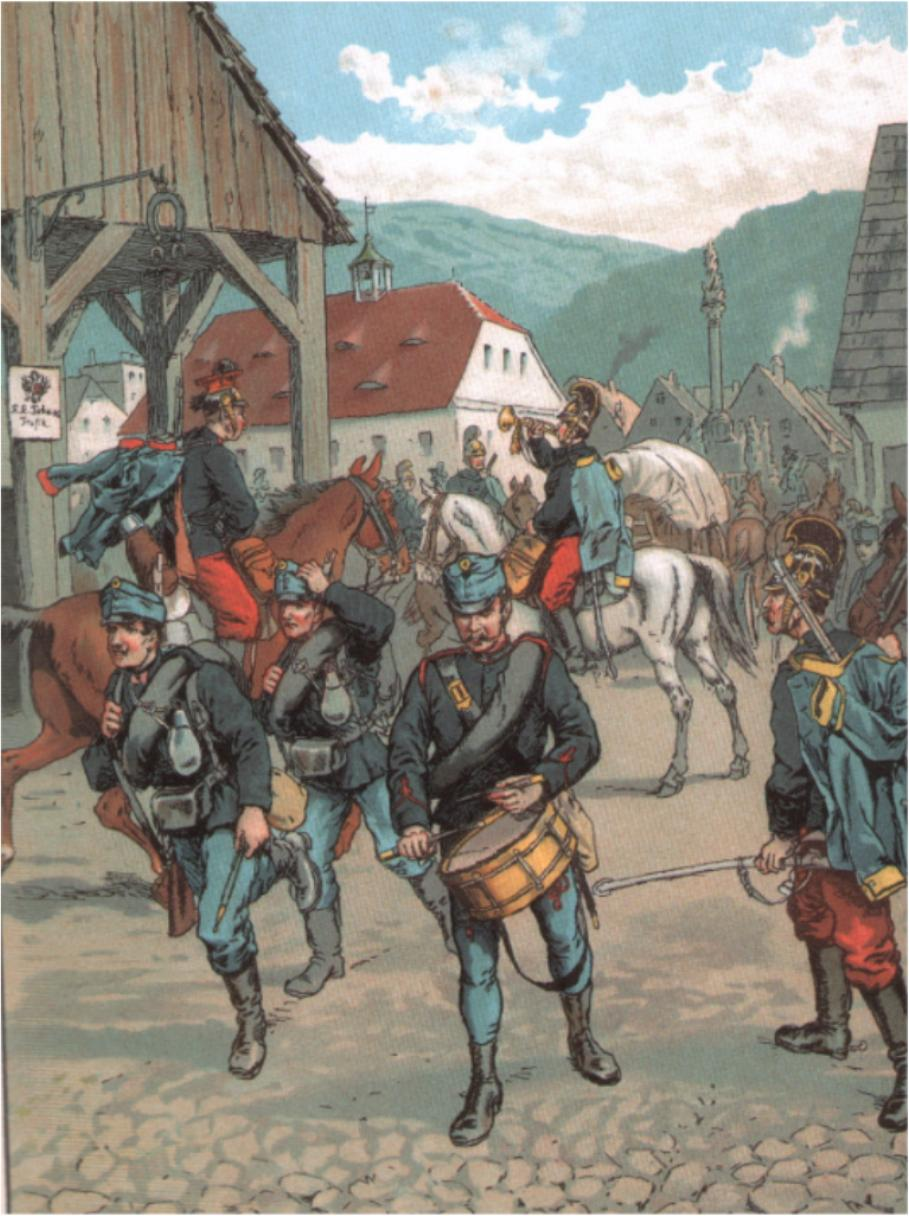
竜騎兵斥候（1901年）
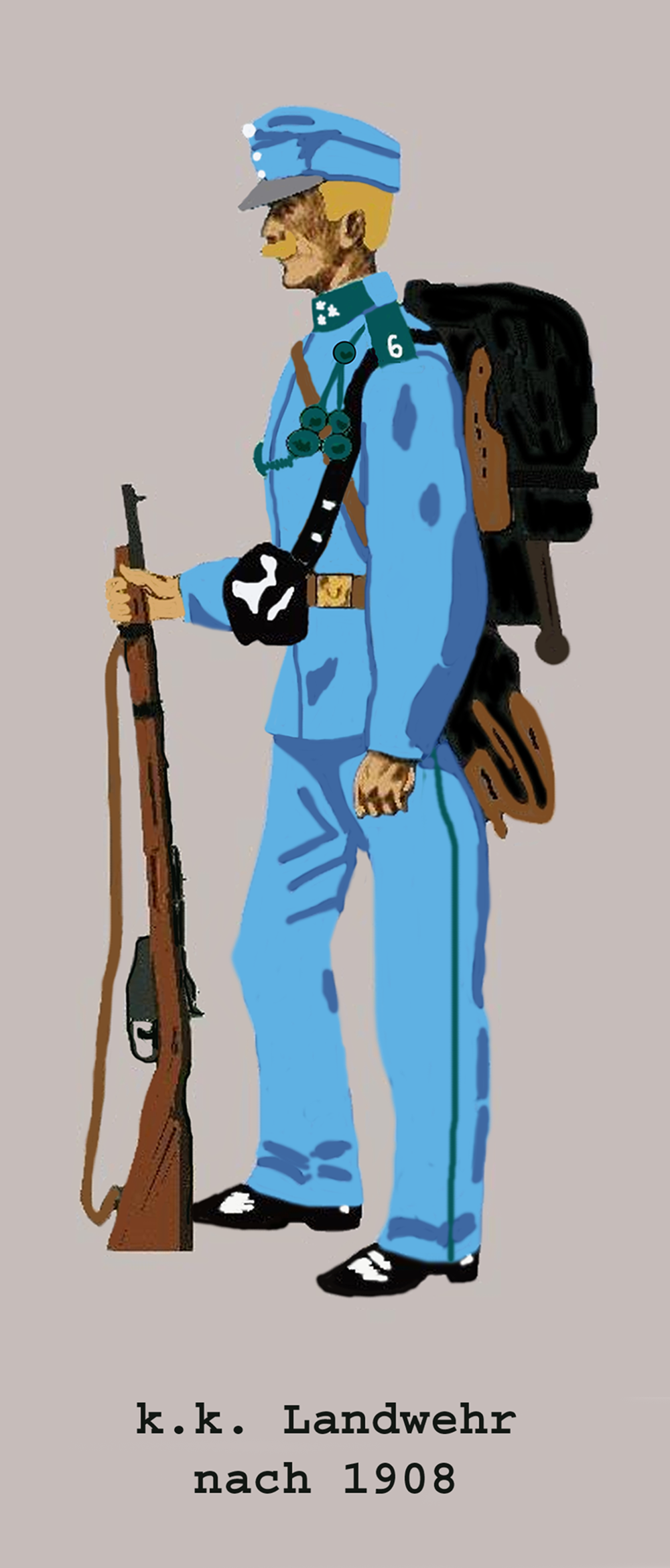
帝国および王国ラントヴェーア第6歩兵連隊の上級伍長（1908年）
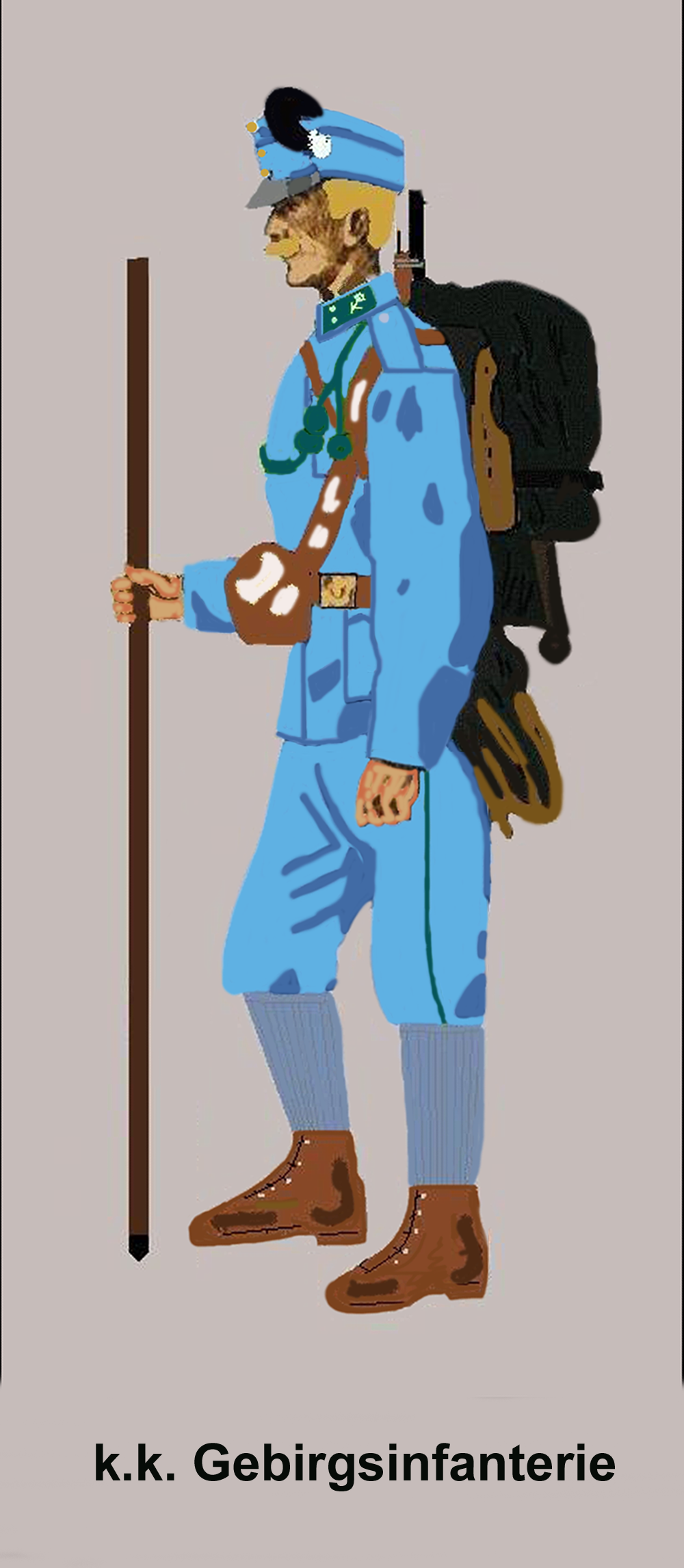
山岳猟兵部隊の伍長
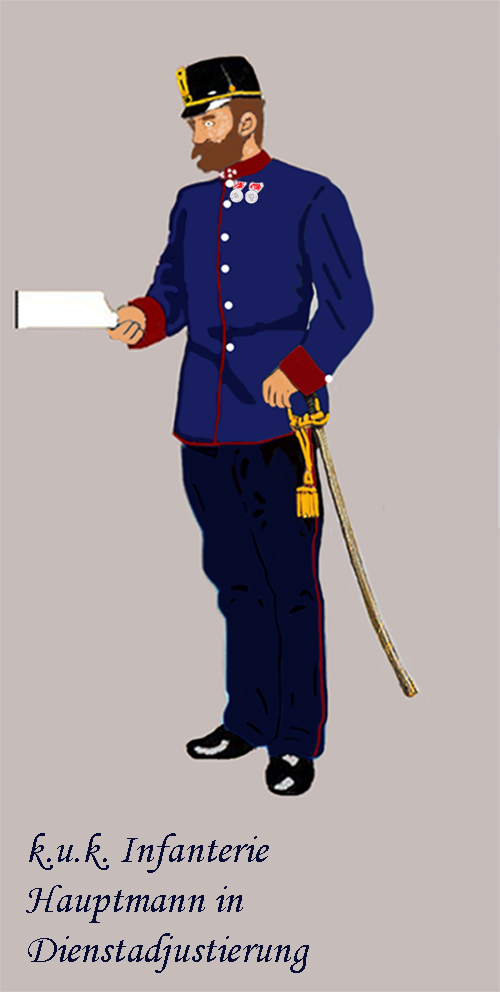
礼装の歩兵大尉
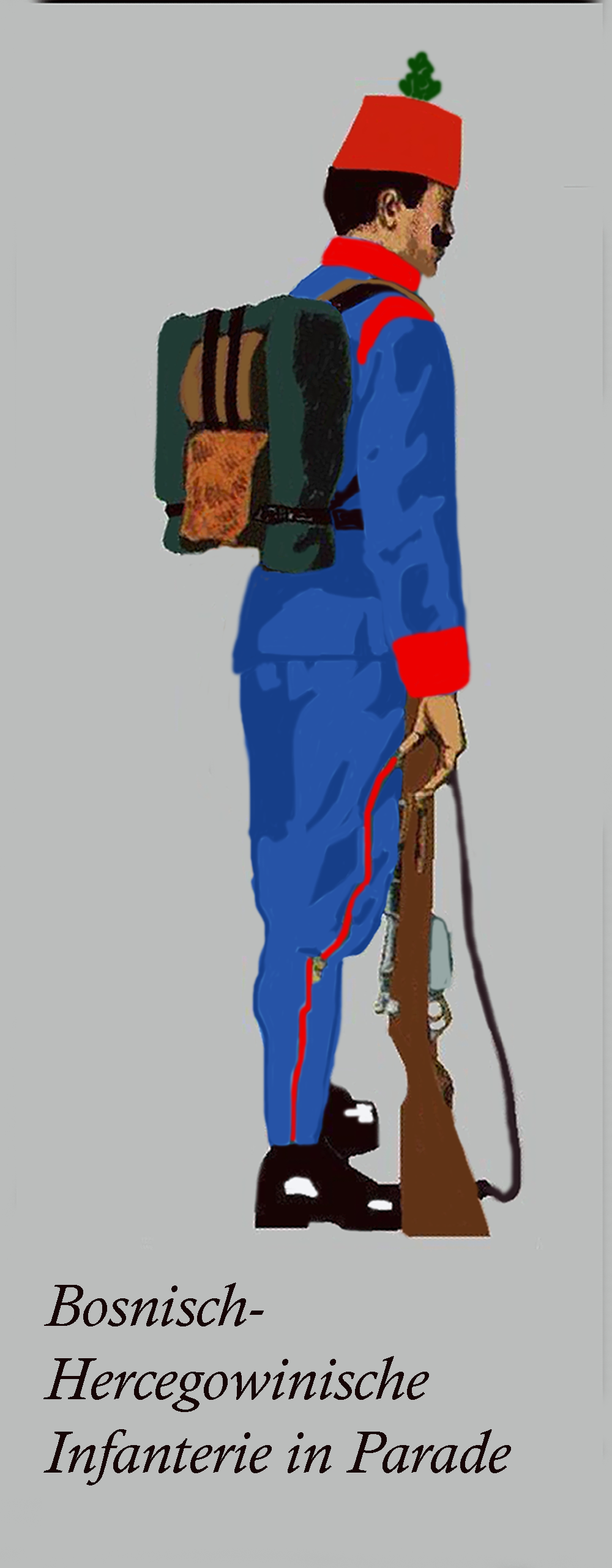
パレード用制服のボスニア・ヘルツェゴビナ歩兵連隊兵士
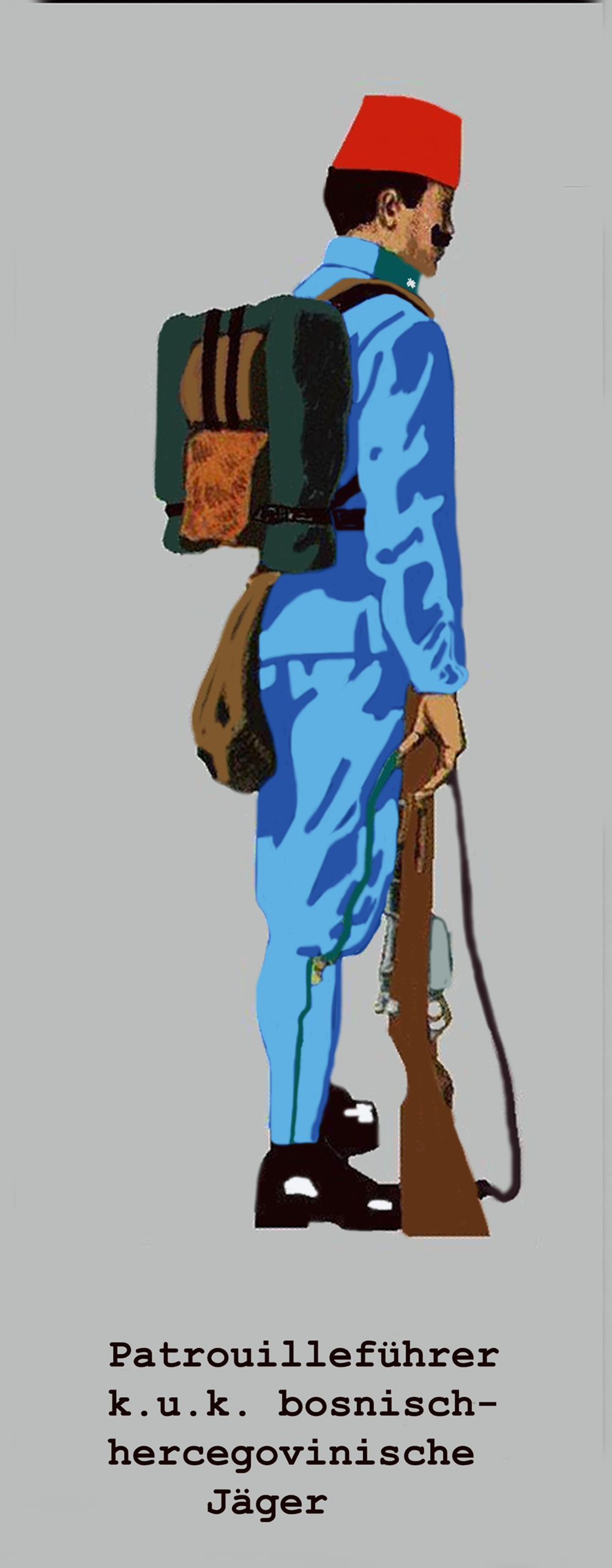
ボスニア・ヘルツェゴビナ歩兵連隊狙撃兵
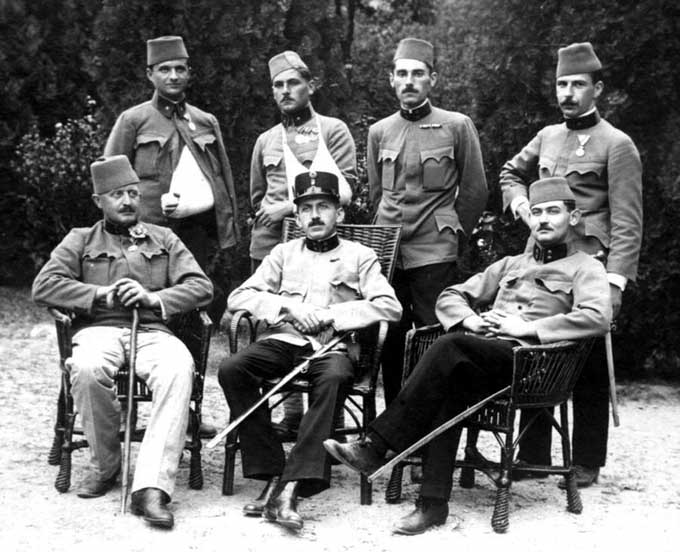
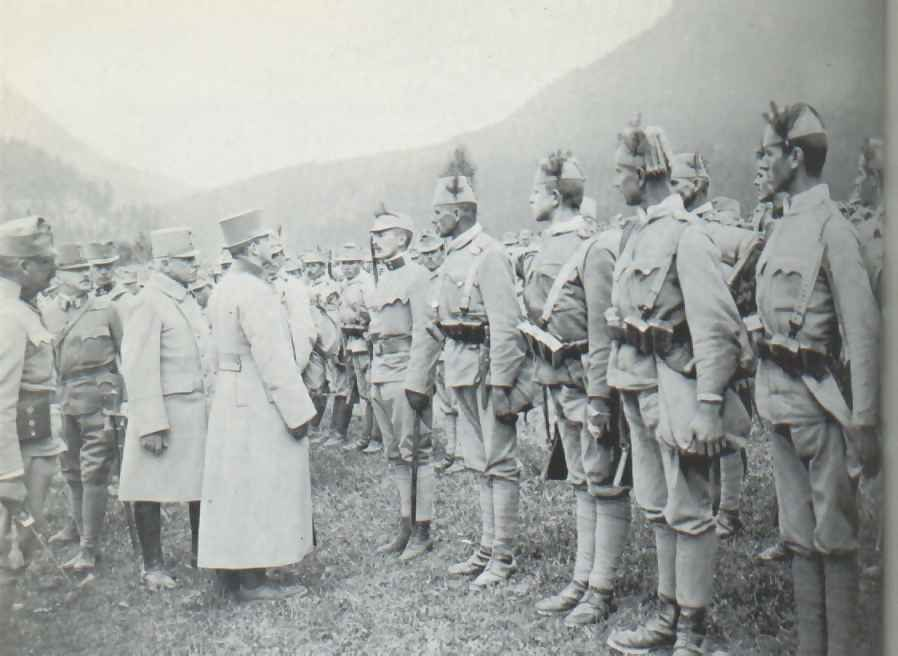
（1915年）
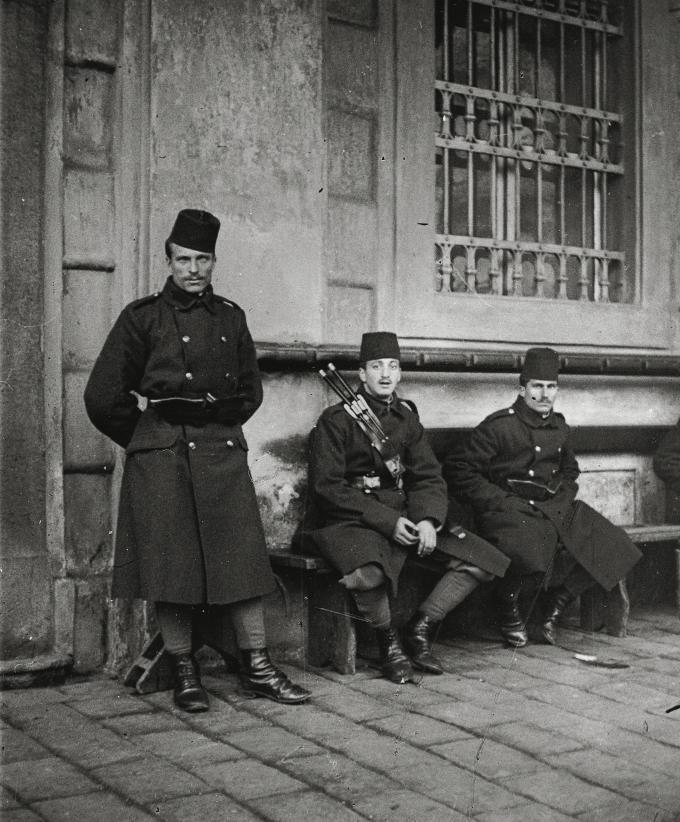
外套を着用したボスニア・ヘルツェゴビナ歩兵連隊兵士
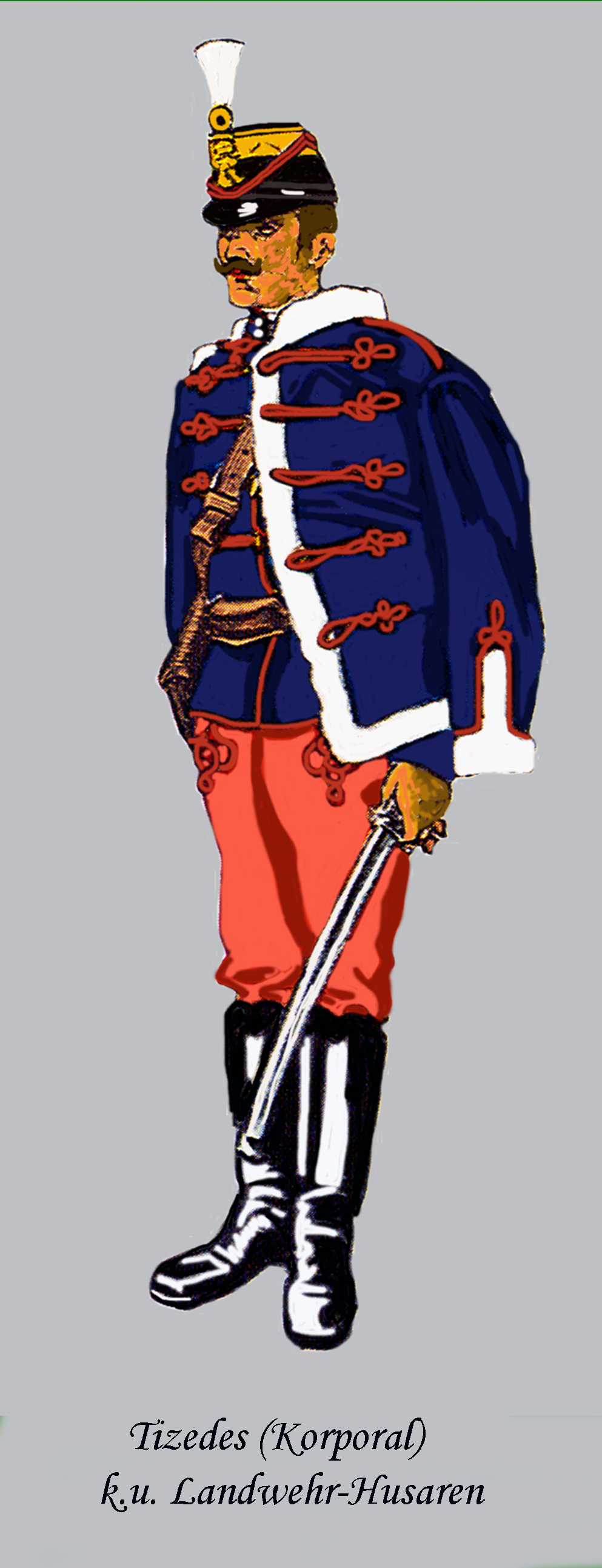
ハンガリー騎兵伍長
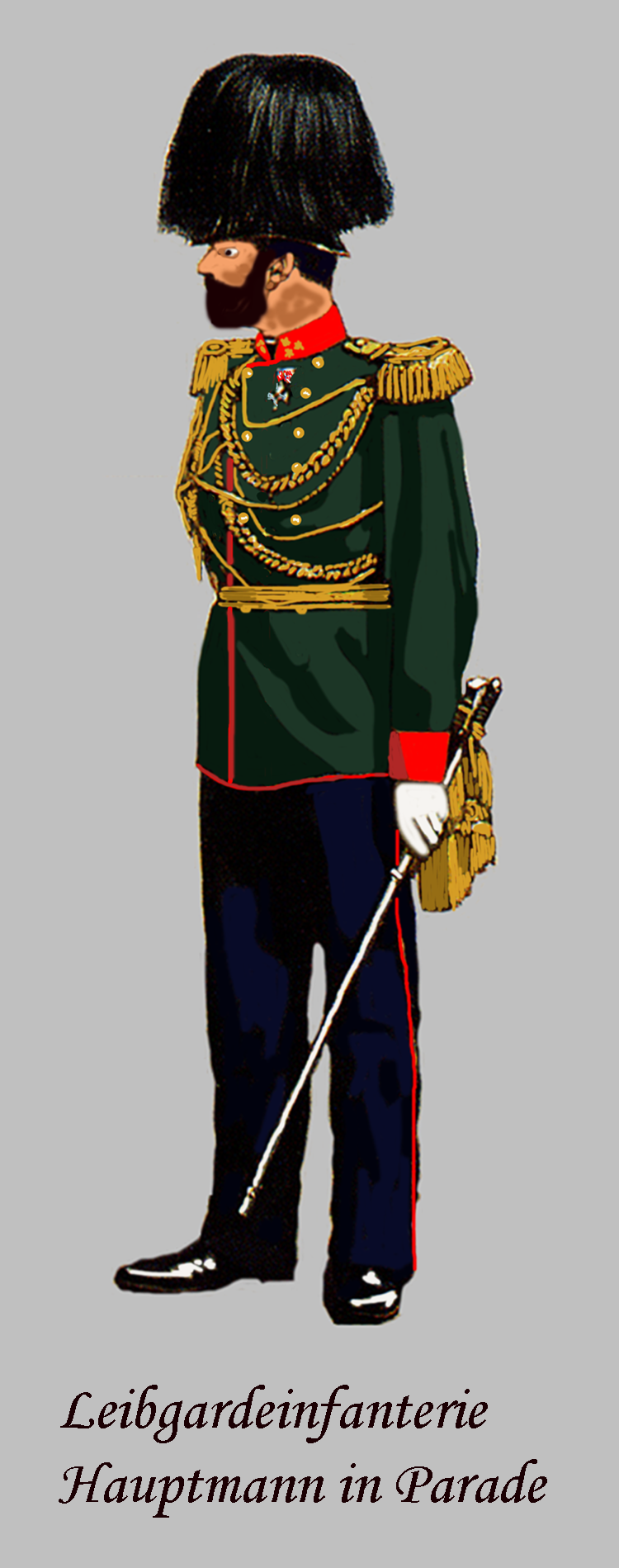
礼装の近衛歩兵連隊大尉
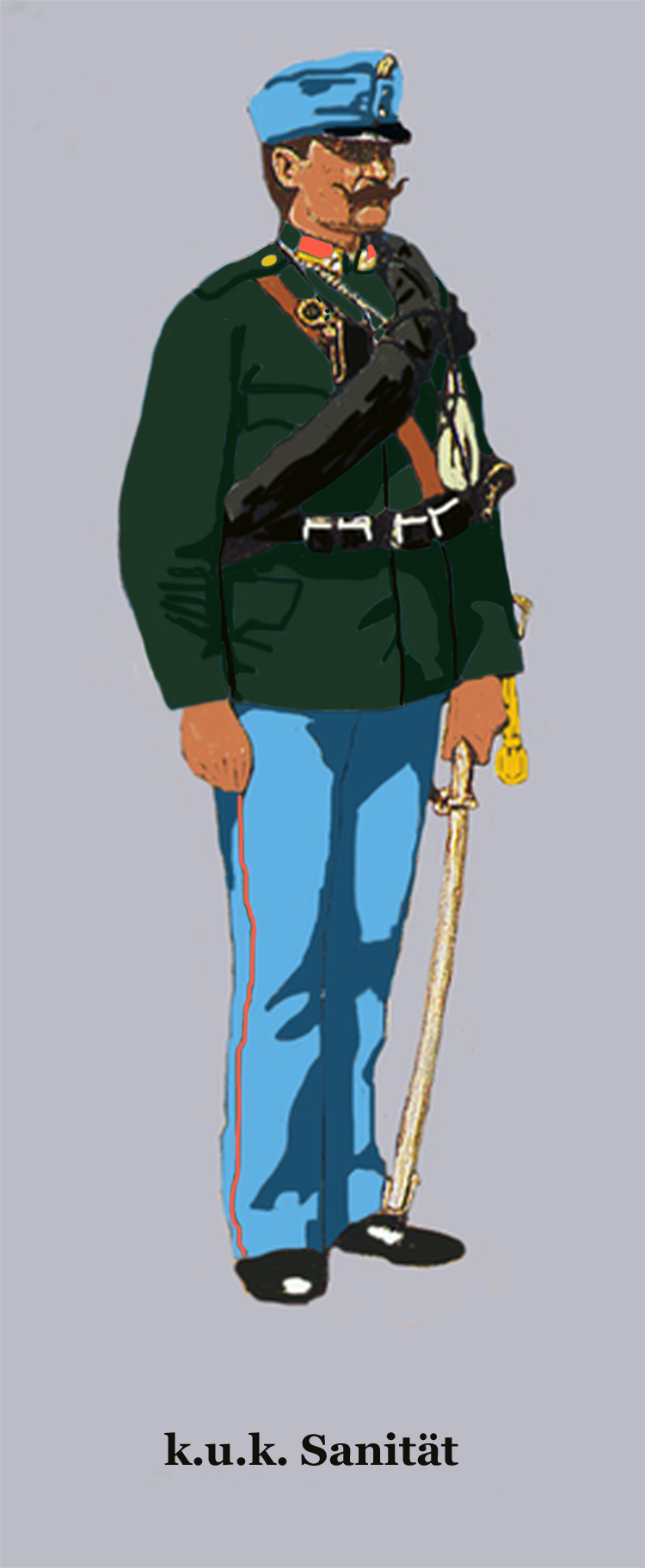
衛生兵たる上級伍長（1895年）
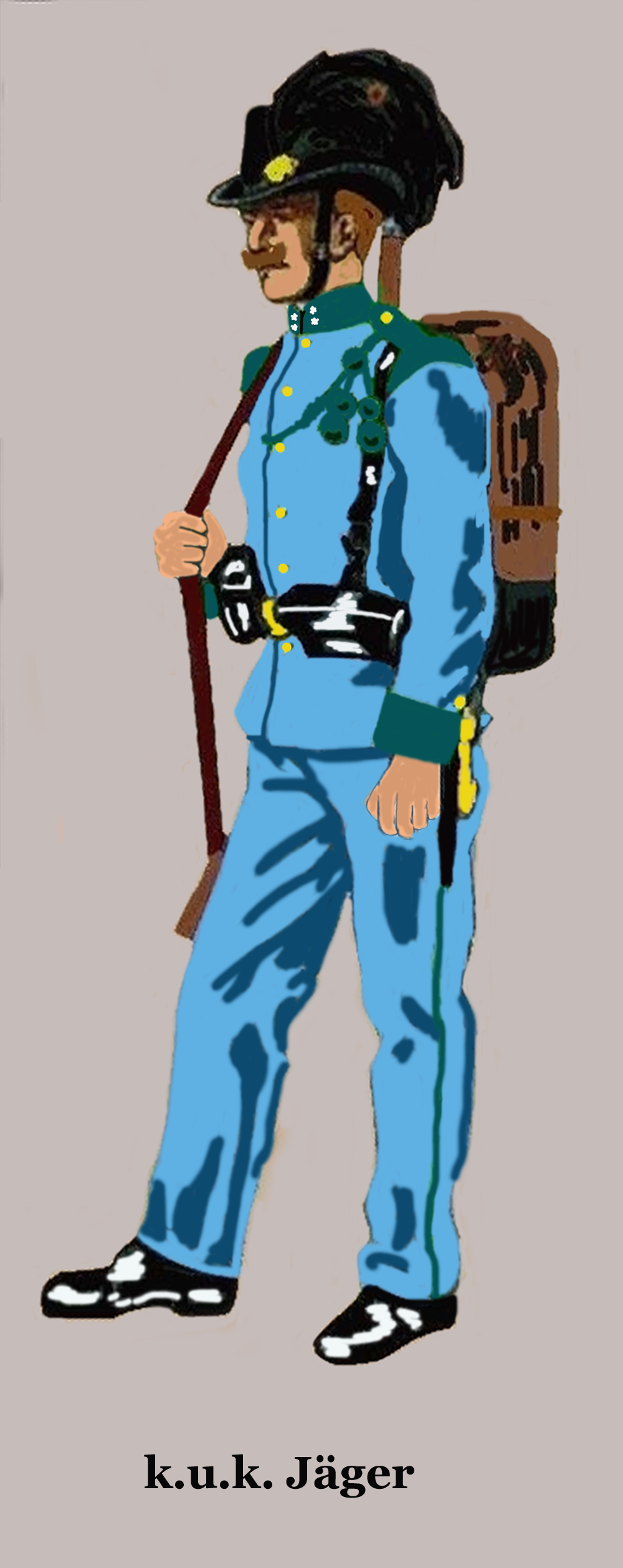
パレード用制服の山岳狙撃連隊伍長
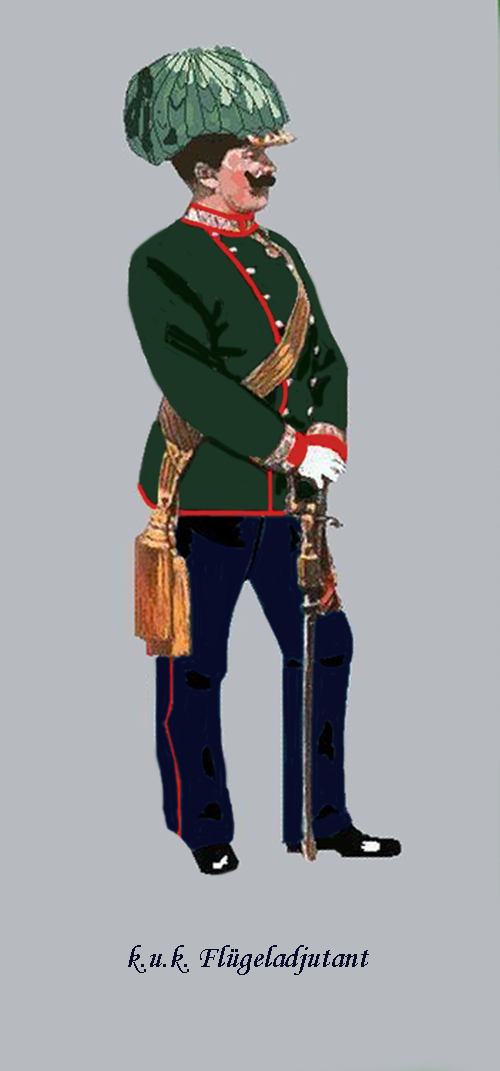
礼装の参謀
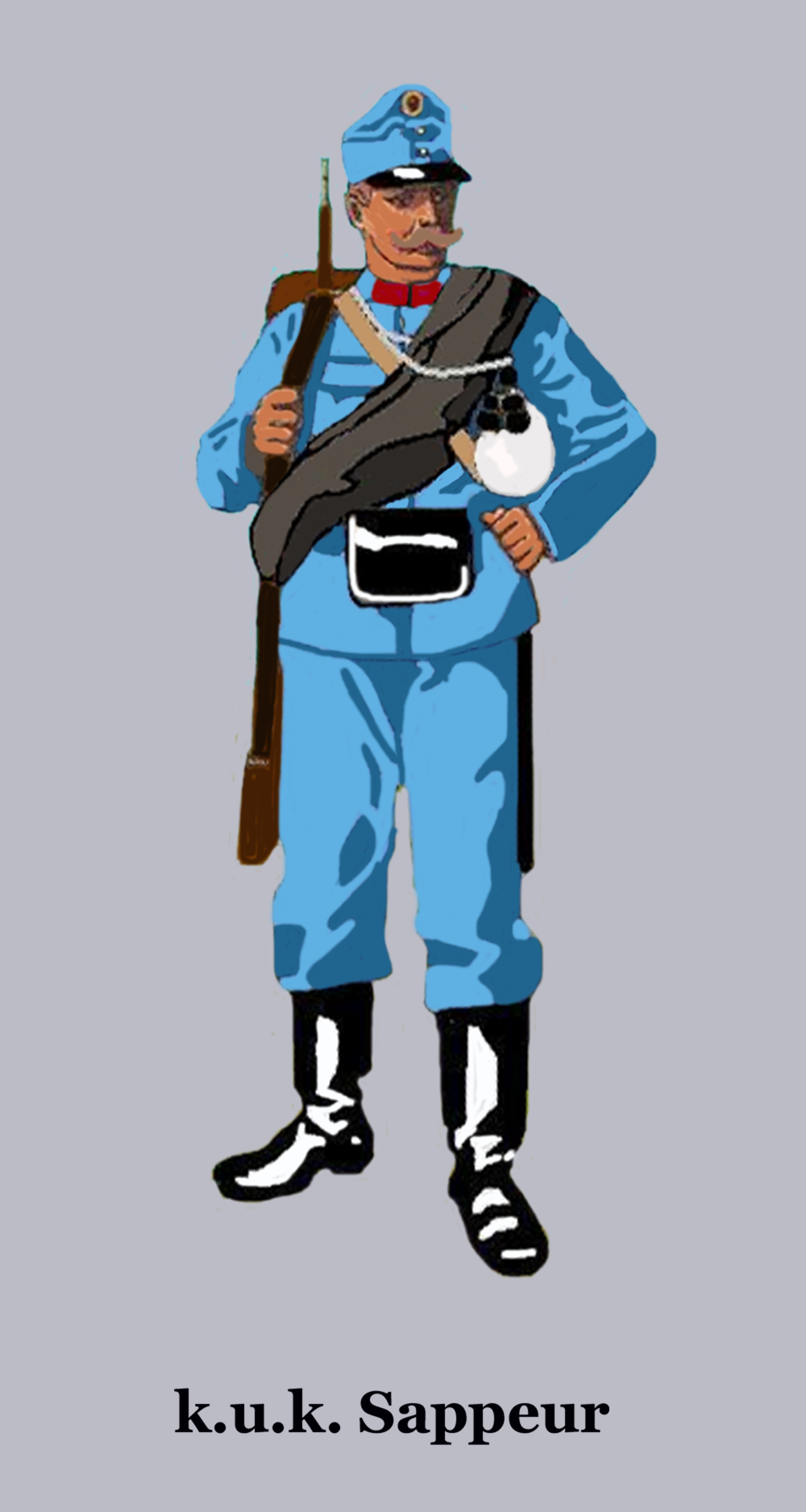
工兵
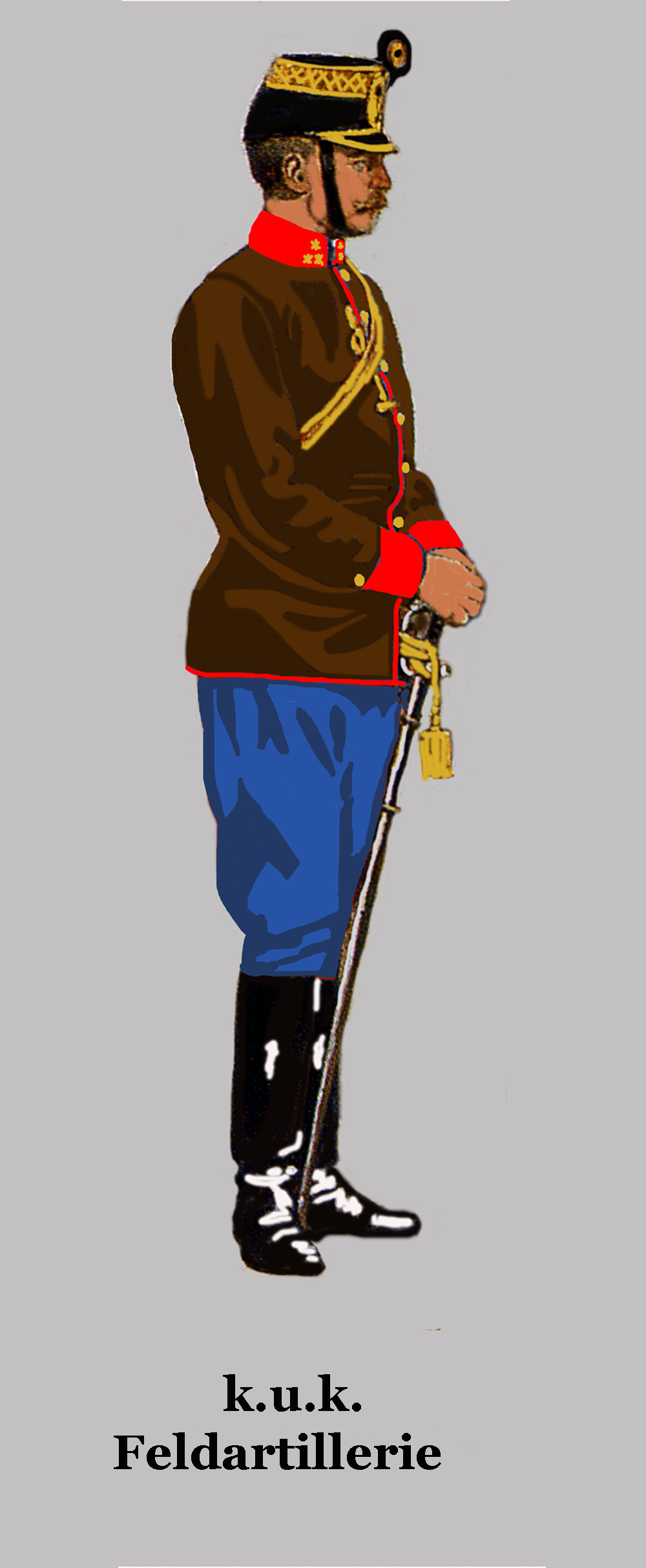
野砲兵大尉（1910年）
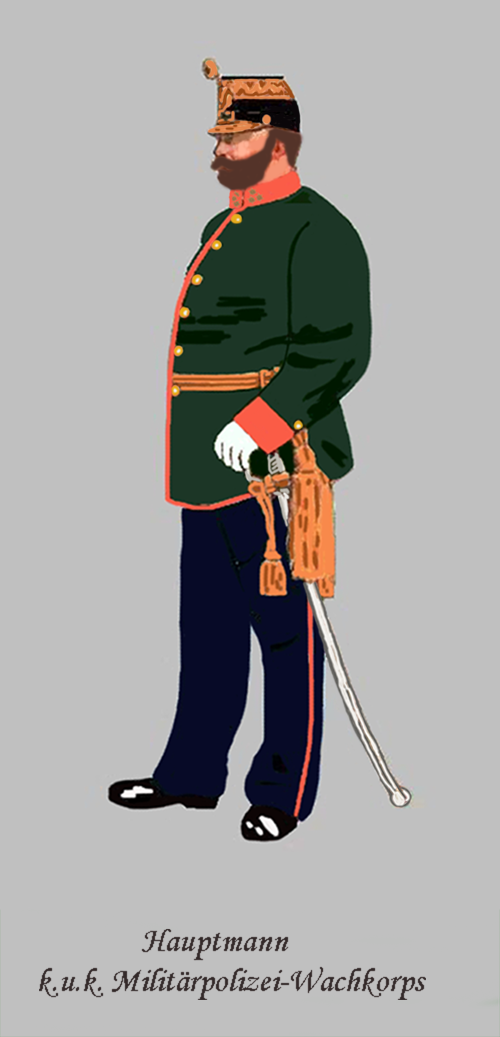
礼装の憲兵大尉
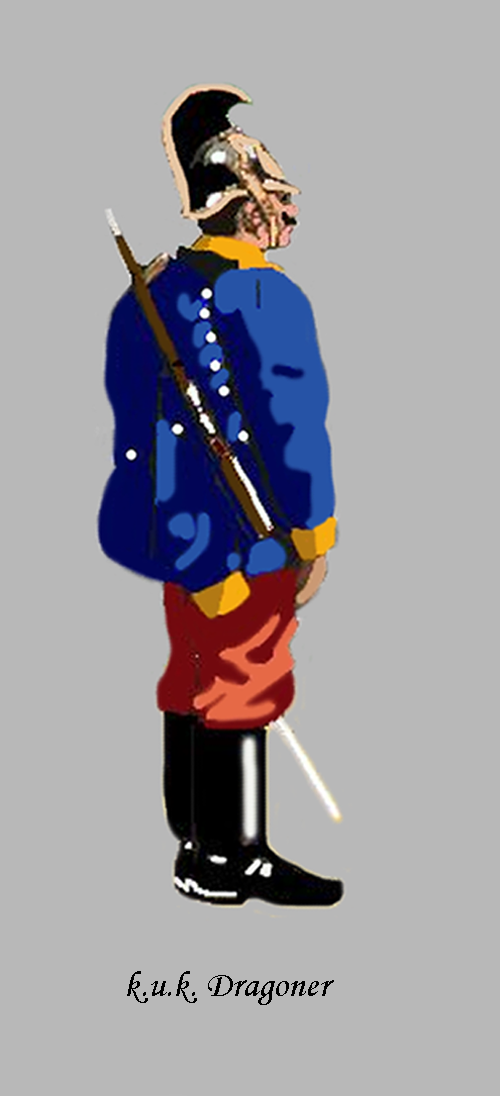
礼装の竜騎兵下士官
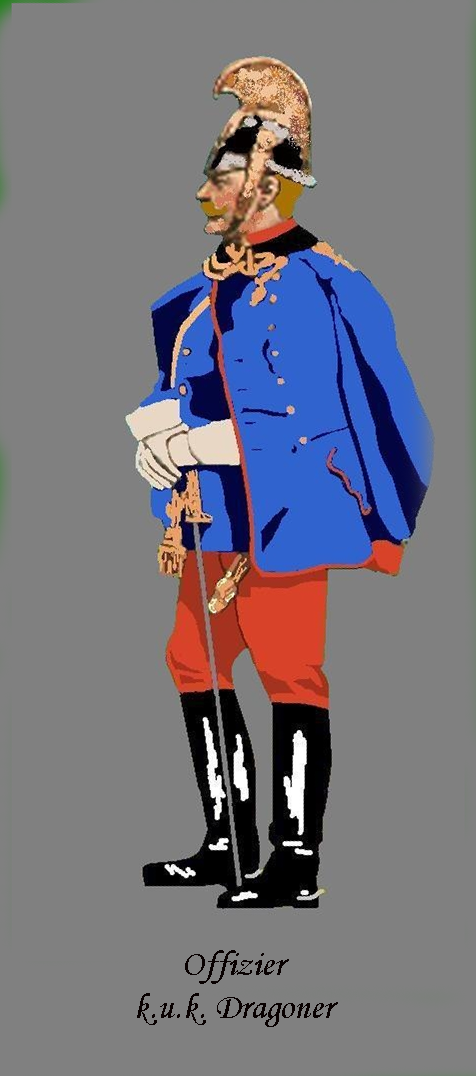
礼装の竜騎兵将校
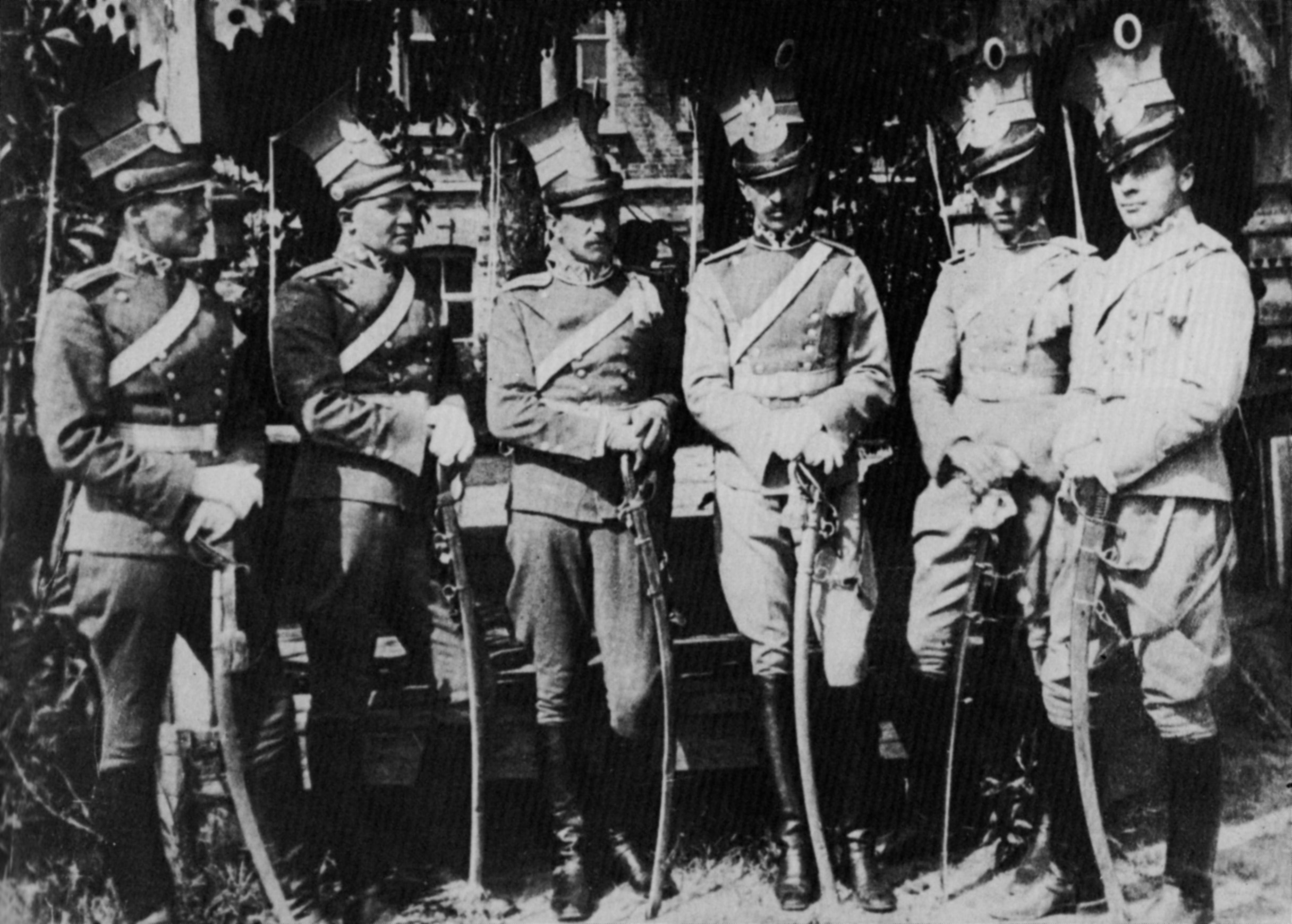
ポーランド系ウーラン（1916年）
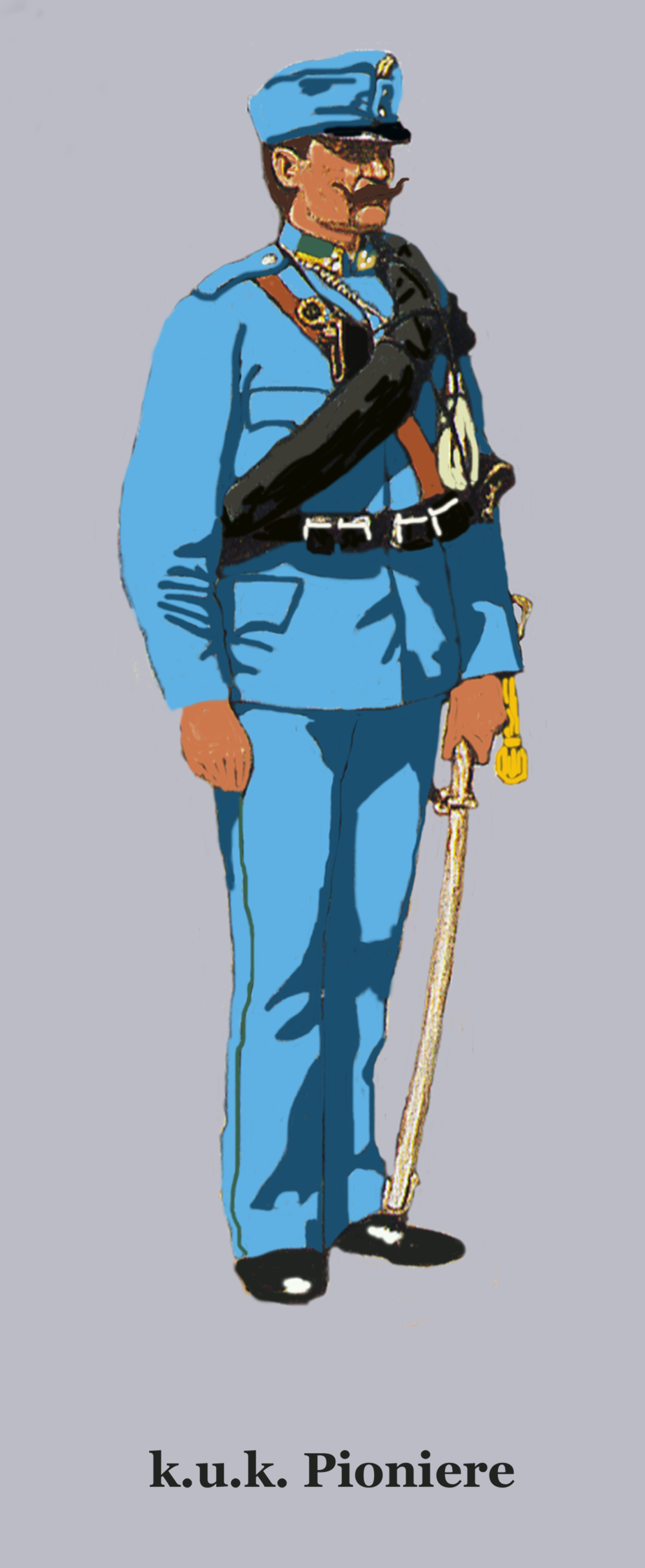
工兵曹長
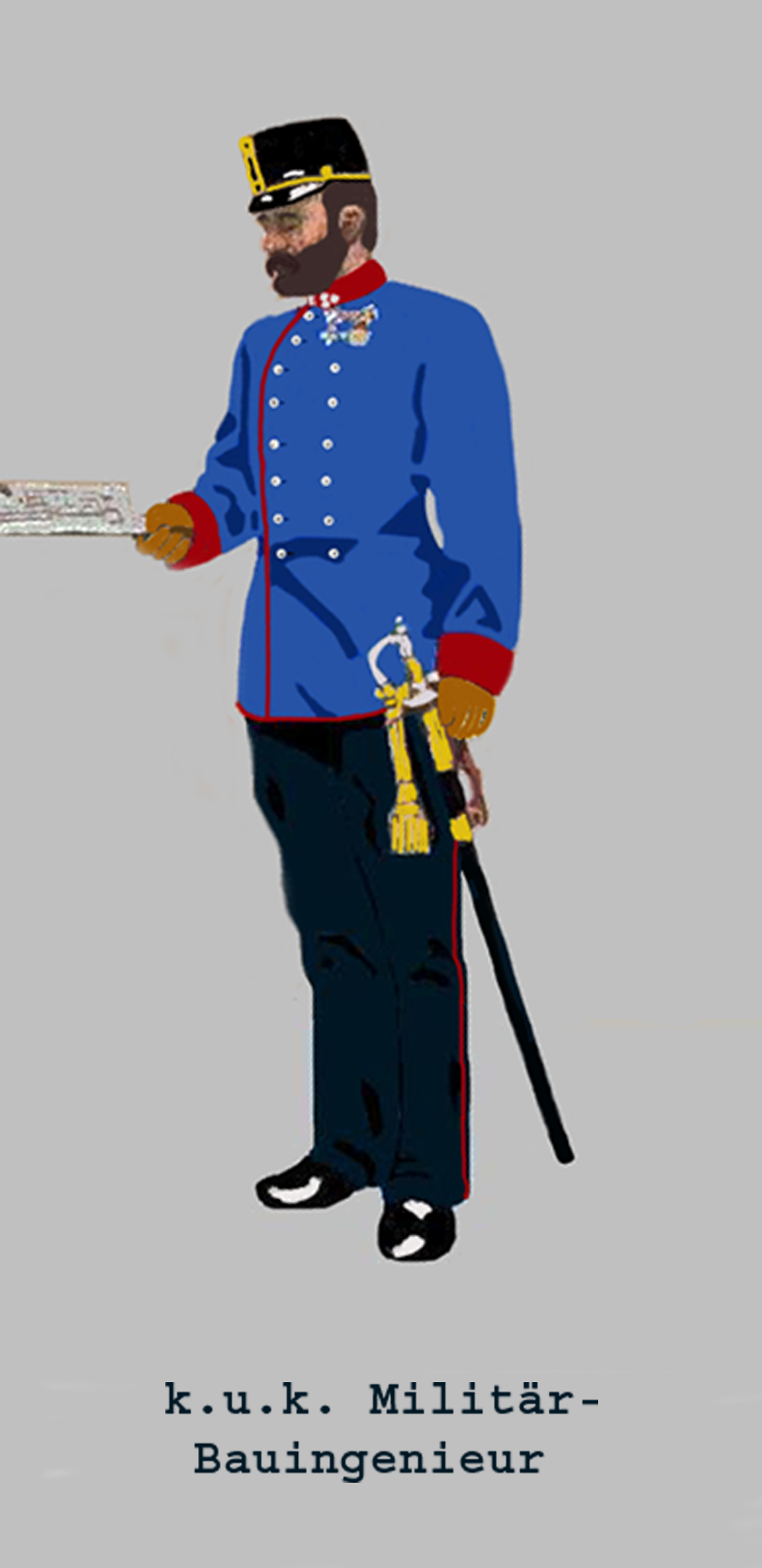
大尉
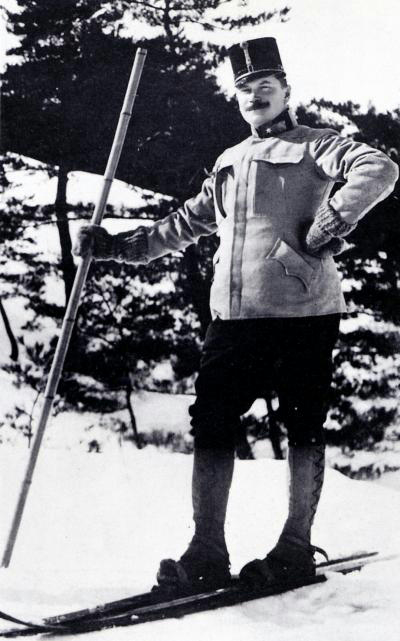
少佐（テオドール・エードラー・フォン・レルヒ、1911年1月）
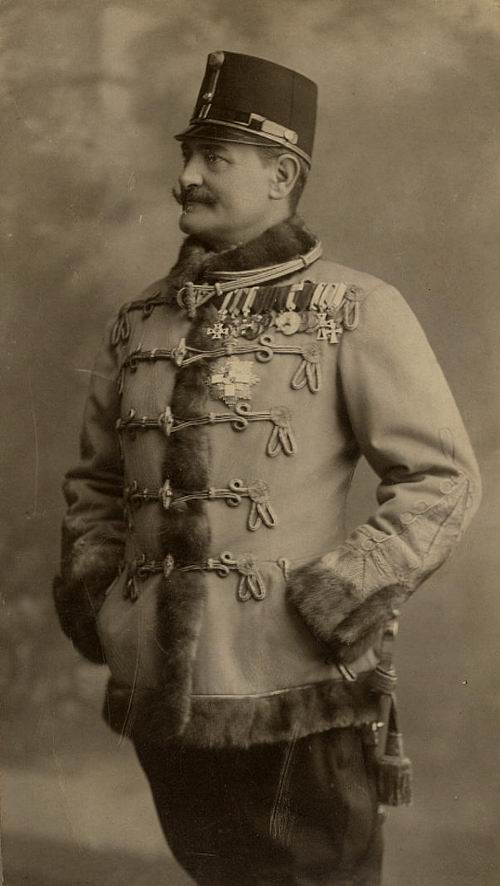
ハンガリー系騎兵少将（1910年）
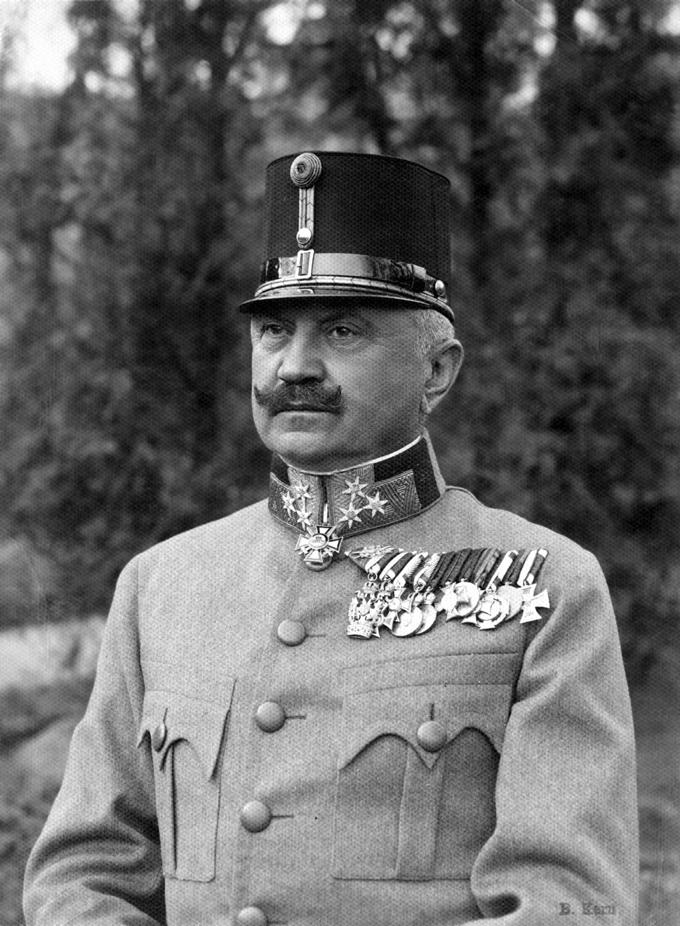
中将
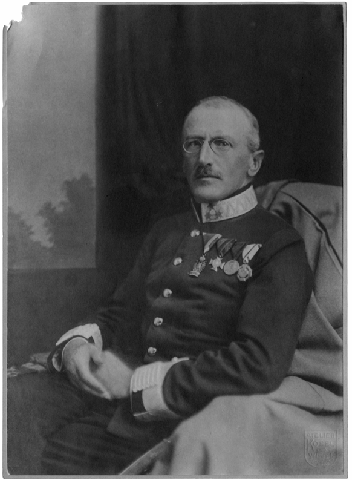
中将（1911年）
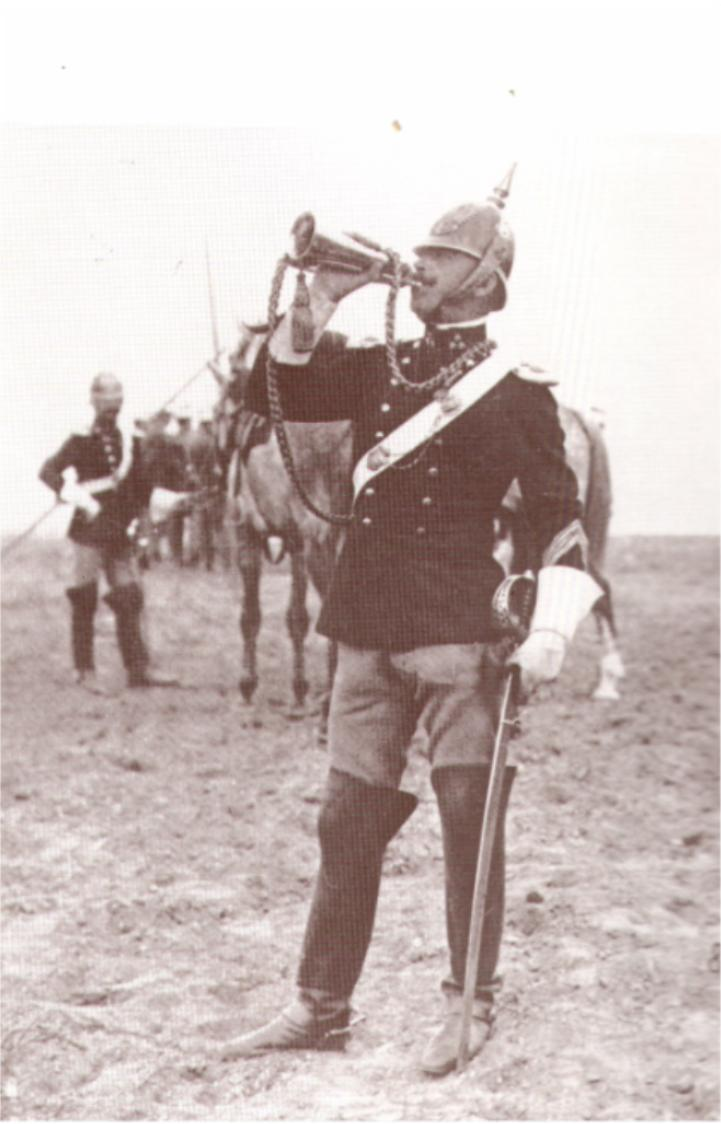
信号兵たる騎兵（1908年）
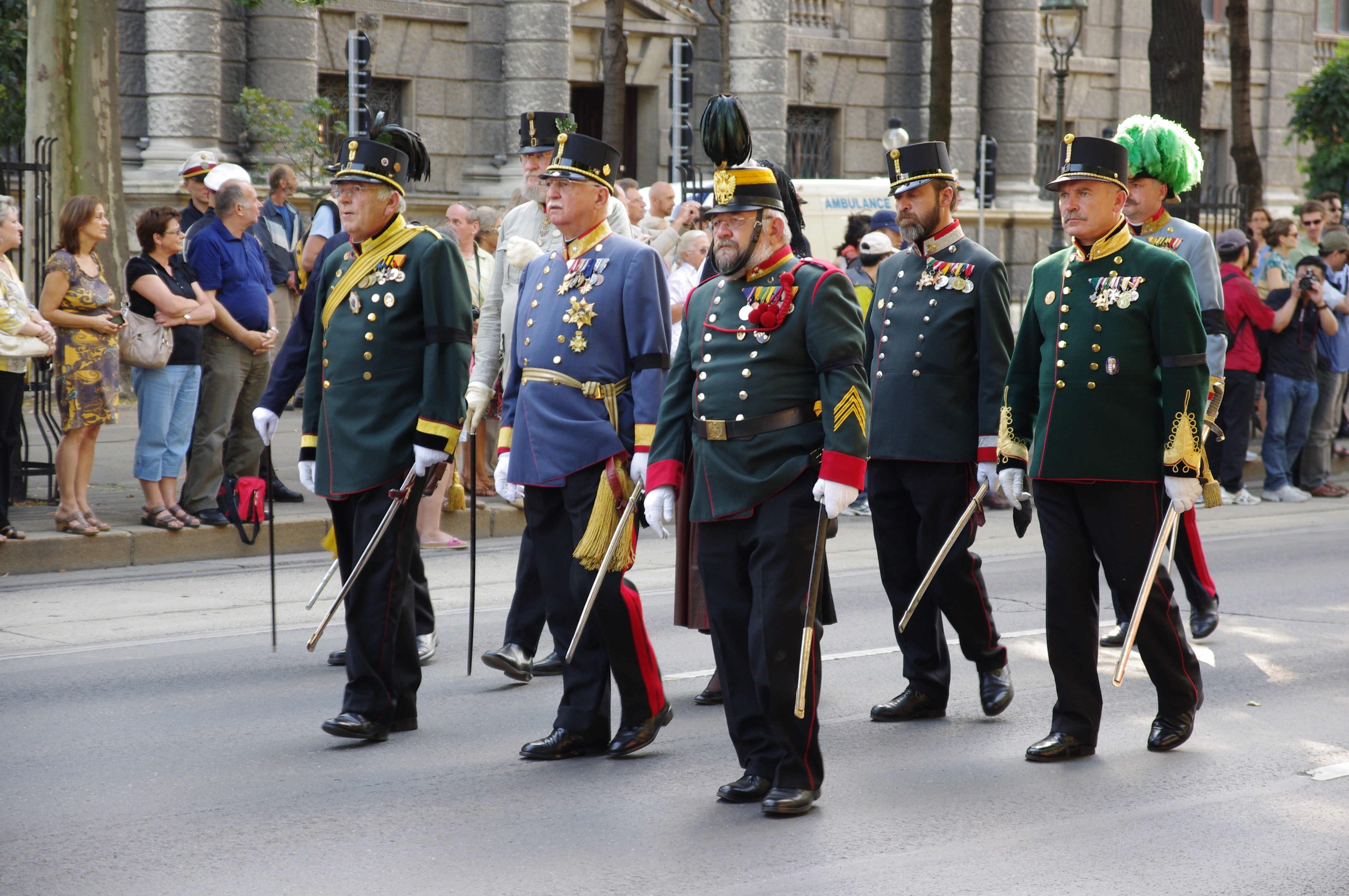
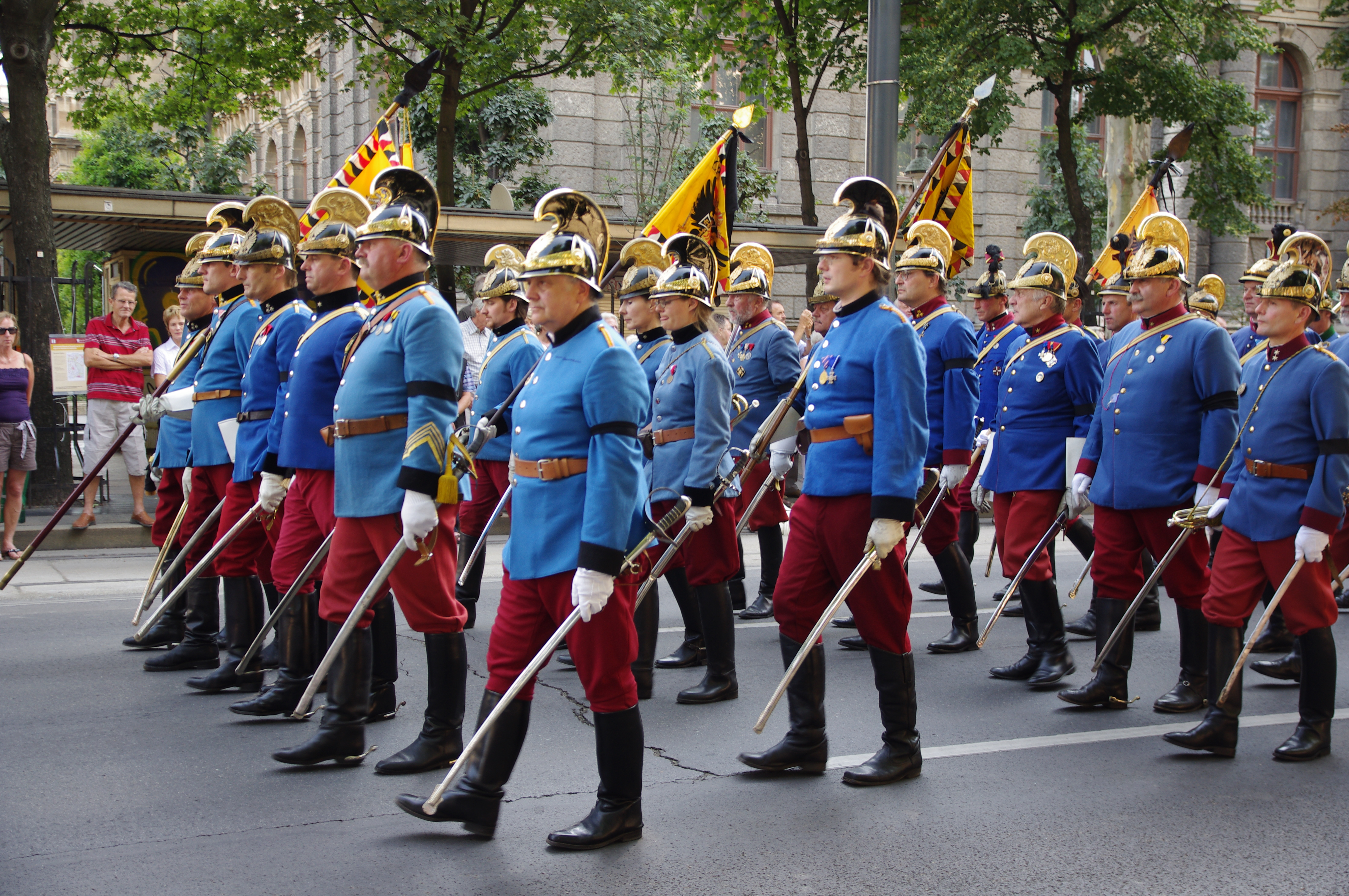
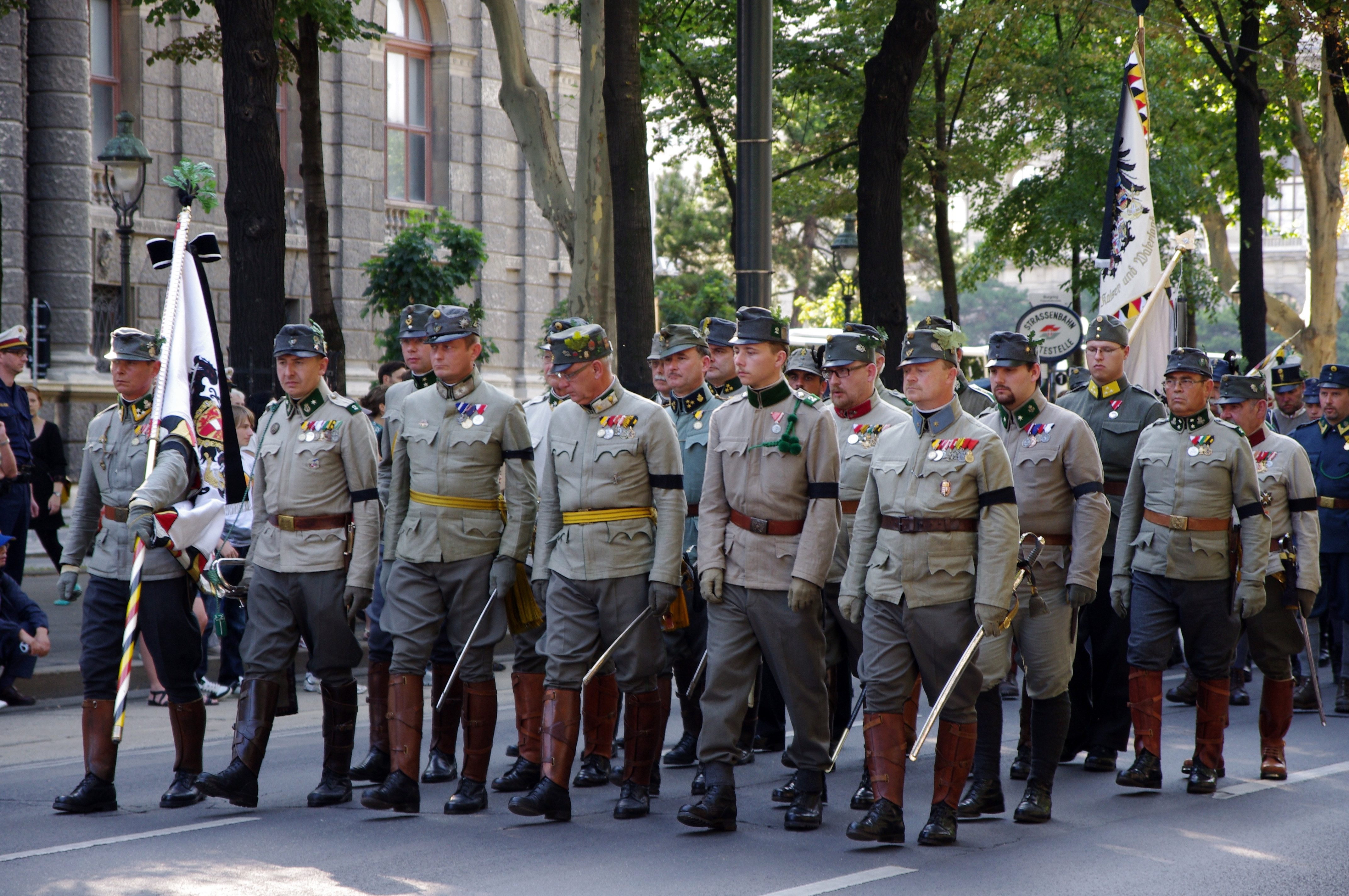
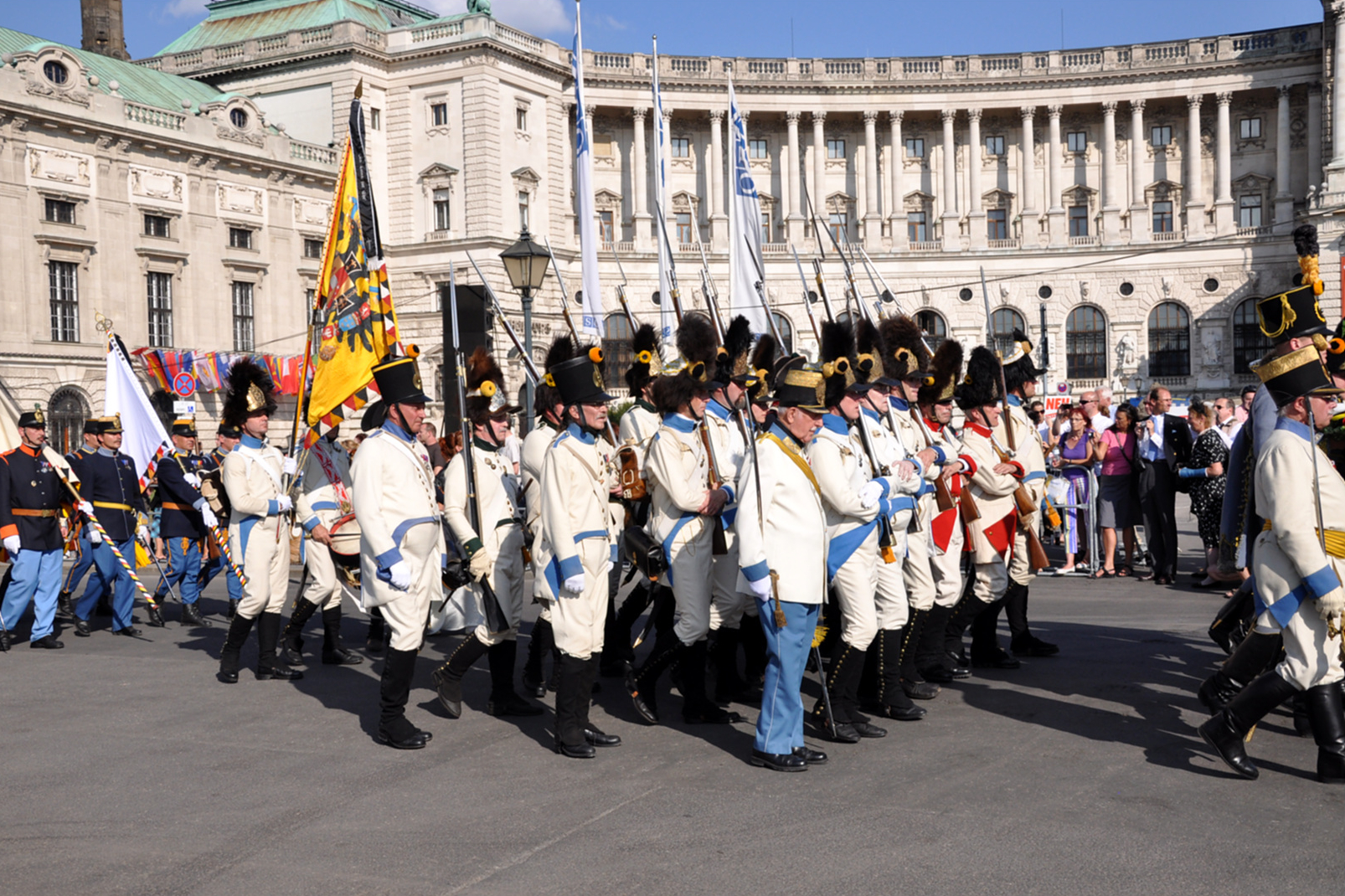

### 第一次世界大戦時（1914 - 18年）

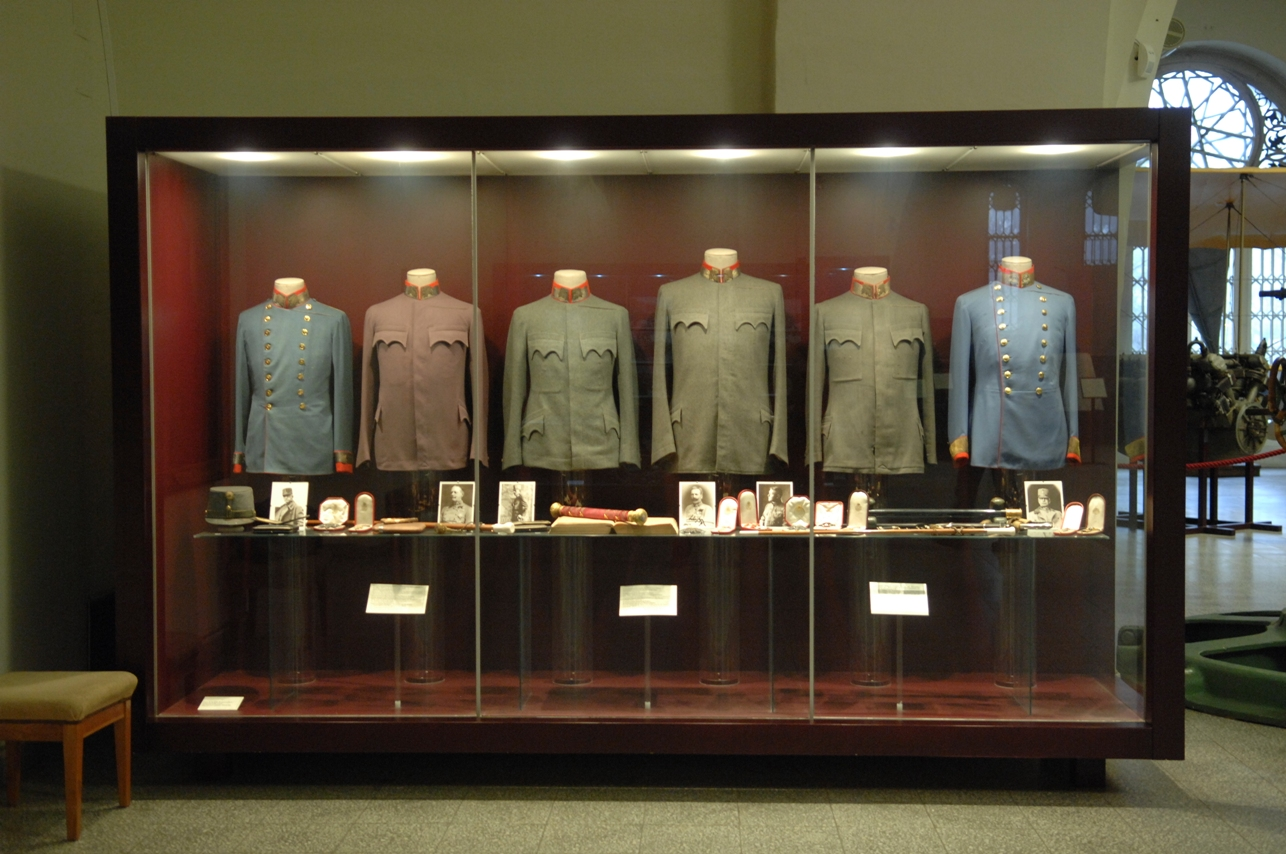
ウィーン軍事史博物館に展示されている軍服
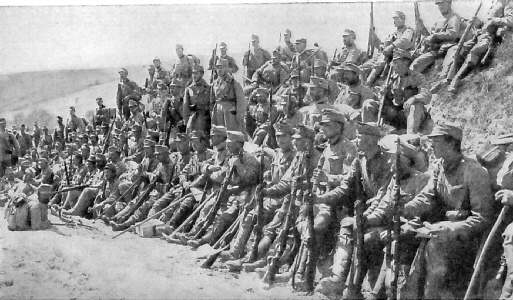
第一次世界大戦時のオーストリア陸軍兵士
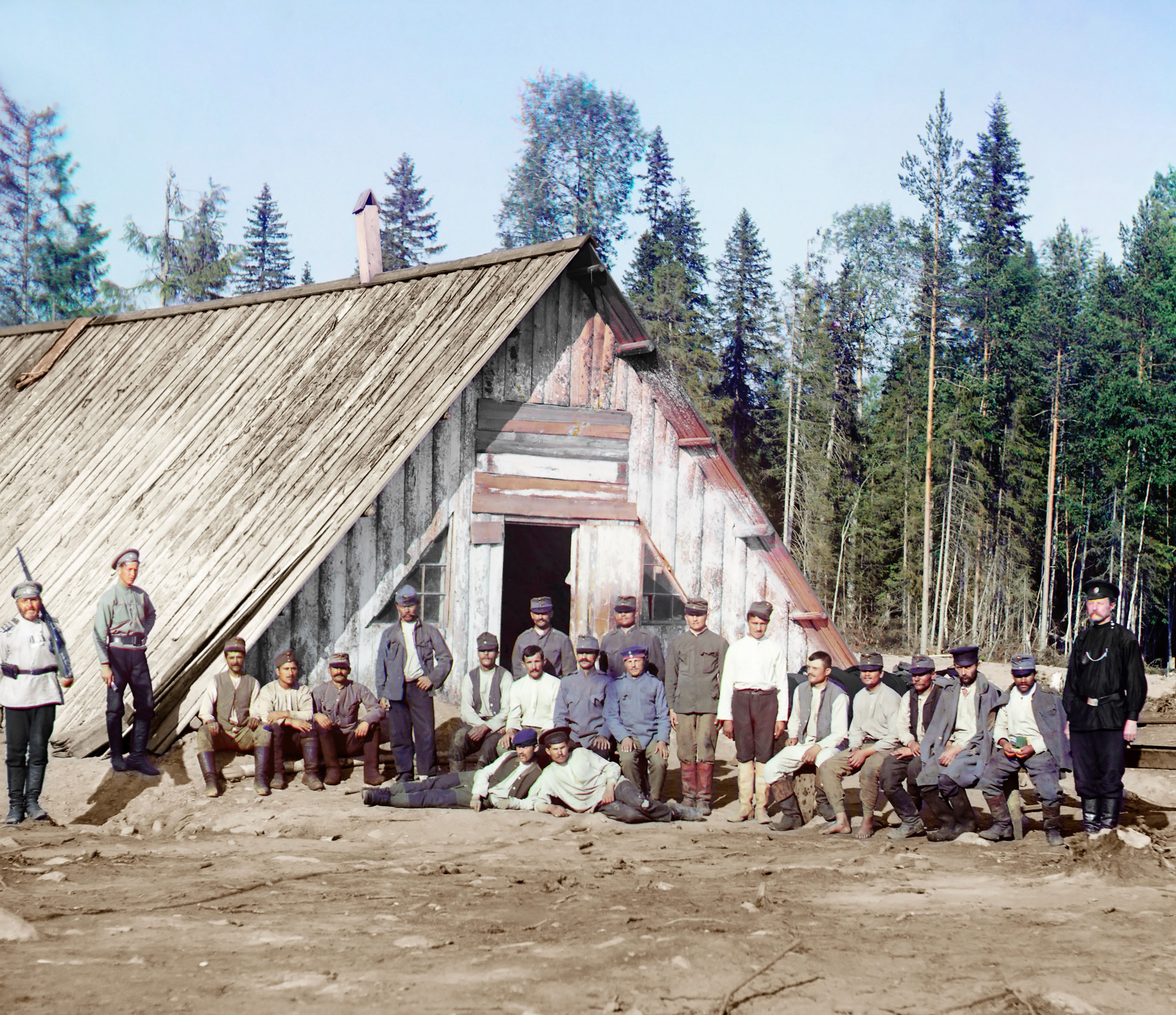
ロシア軍の捕虜となったオーストリア軍兵士（第一次世界大戦時・東部戦線）
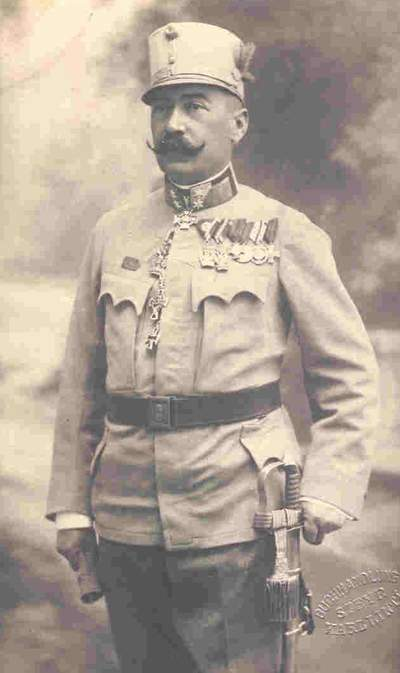
陸軍少将（1918年）
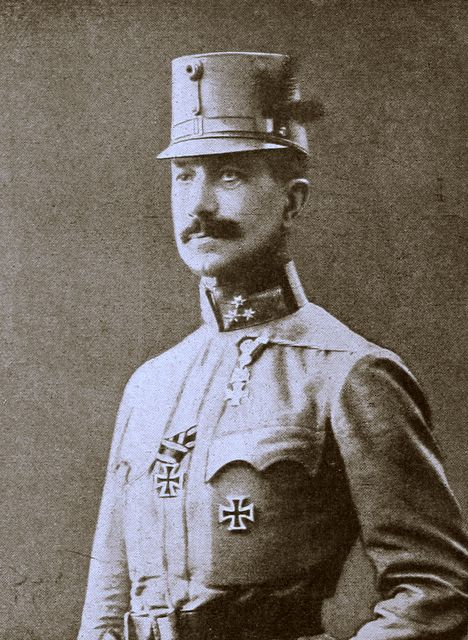
大将。エードゥアルト・フォン・ベーム＝エルモッリ
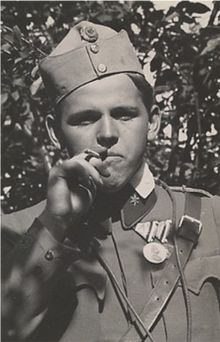
略帽の兵士
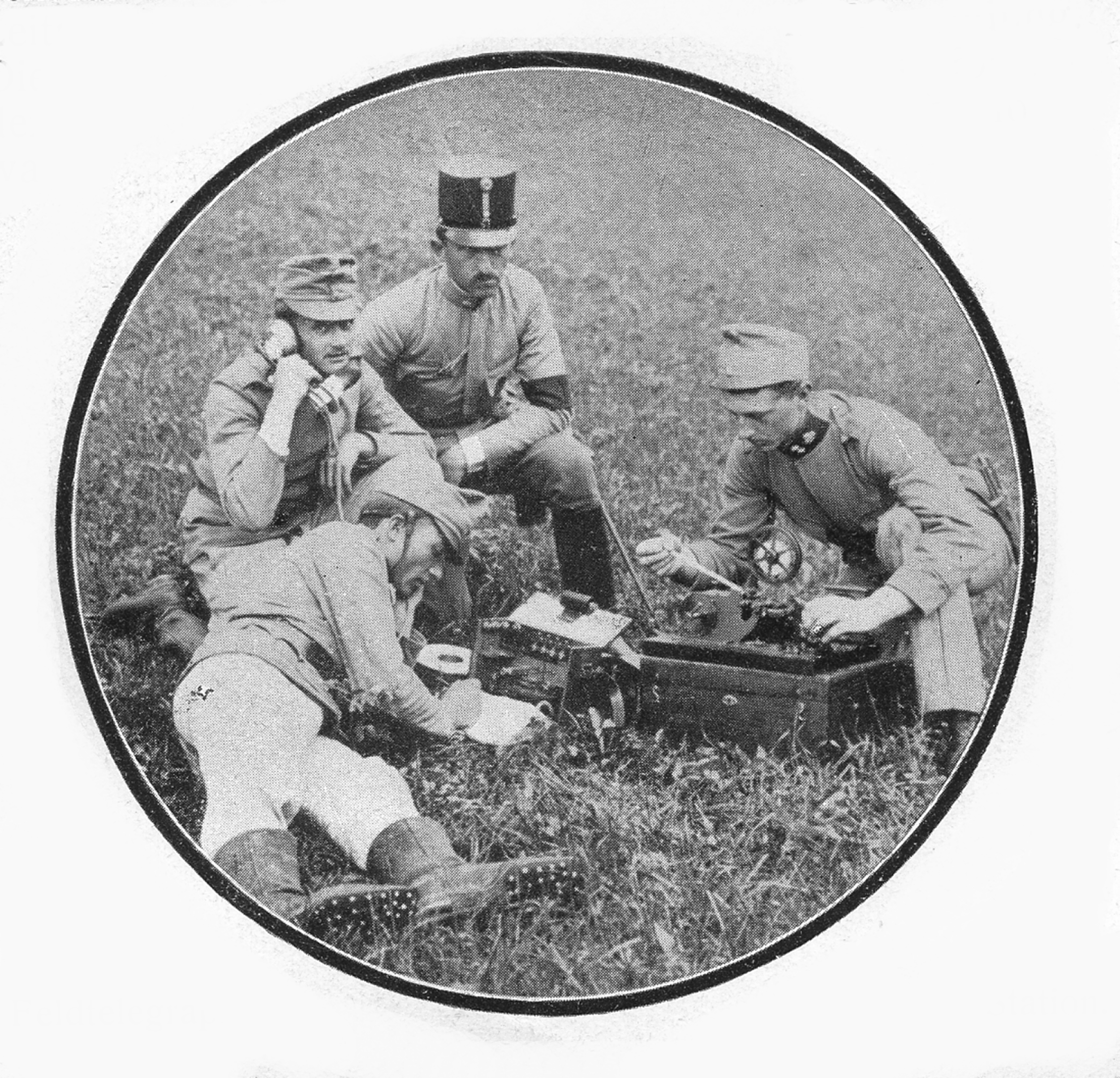
通信兵

## オーストリア共和国の軍服

### 第一共和国時代（1918 - 38年）
第一次世界大戦の結果オーストリア＝ハンガリー帝国は崩壊し、共和国として再出発したオーストリアでは、軍服にも旧帝国時代との決別をはかるべく改変が加えられた。その際、同時期のドイツ軍（Reichswehr）がモデルにされた形跡がある。
軍帽は従来のケピ帽が排されてドイツ軍に近い仕立てのものが採用され、腰部に鷲の国章を柏葉で囲んだ帽章、クラウン部に赤・白・赤（縁取り金）の円形章が配された。この制帽はドイツによる併合時代をはさんで、現在に至るまでオーストリア軍帽の基本的スタイルとなっている。また上着の仕立て（立襟、前あわせの隠しボタン、胸ポケット）は旧帝国時代のパターンを踏襲しながら、襟高がやや低くなり、また襟章や肩章にはドイツ軍の強い影響が見受けられる。
逆に、オーストリアで旧帝国時代から山岳部隊に、のちに全軍で用いられていたつば付きの戦闘帽（山岳帽。防寒用の耳あてを折り返して、正面の2個のボタンで留めるのが特徴）は、第一次大戦後ドイツや旧領のハンガリー、またドイツ経由で中華民国の軍服でも戦闘帽として用いられるようになった。

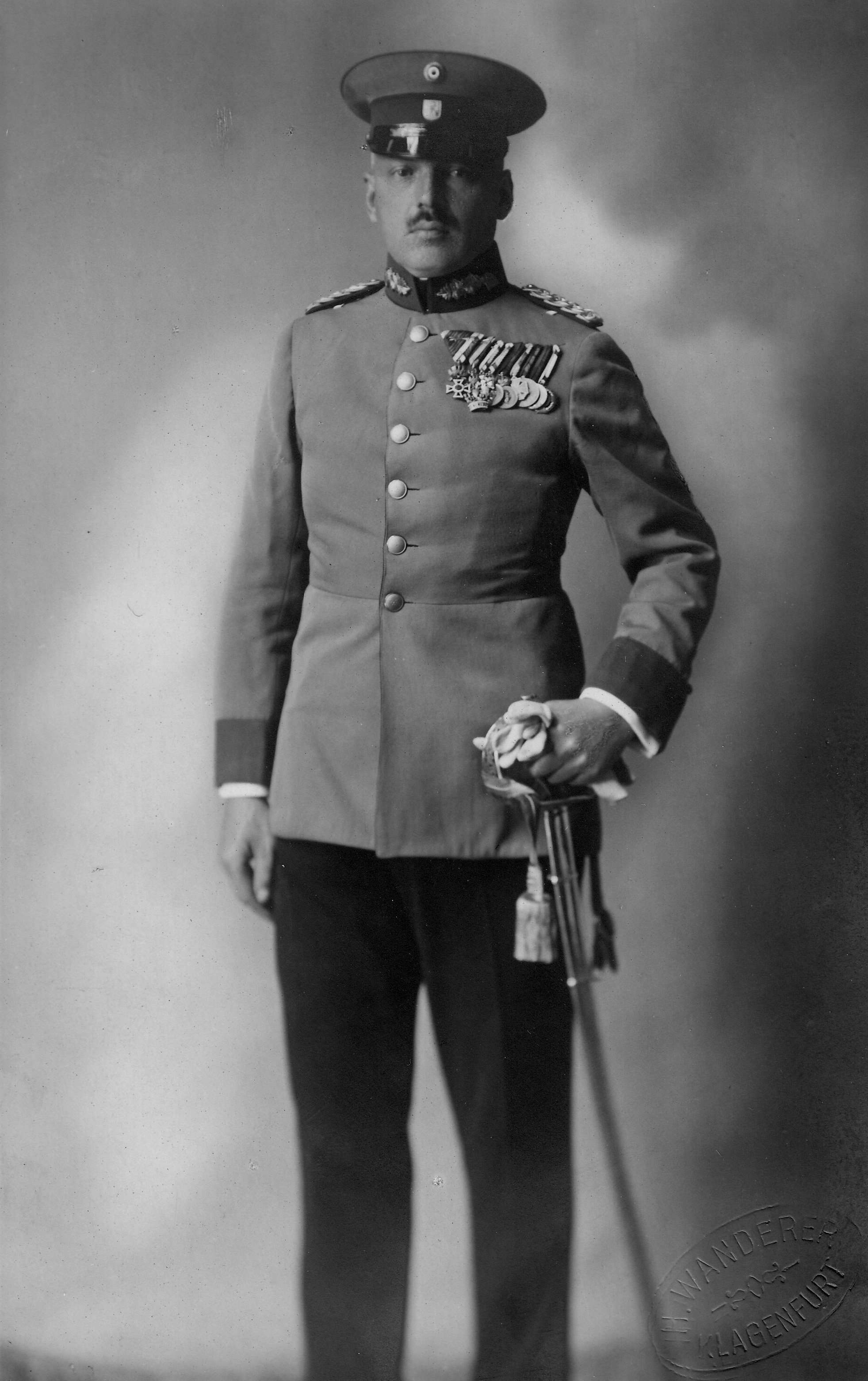
少将。オイゲン・ブレガント（1927年）
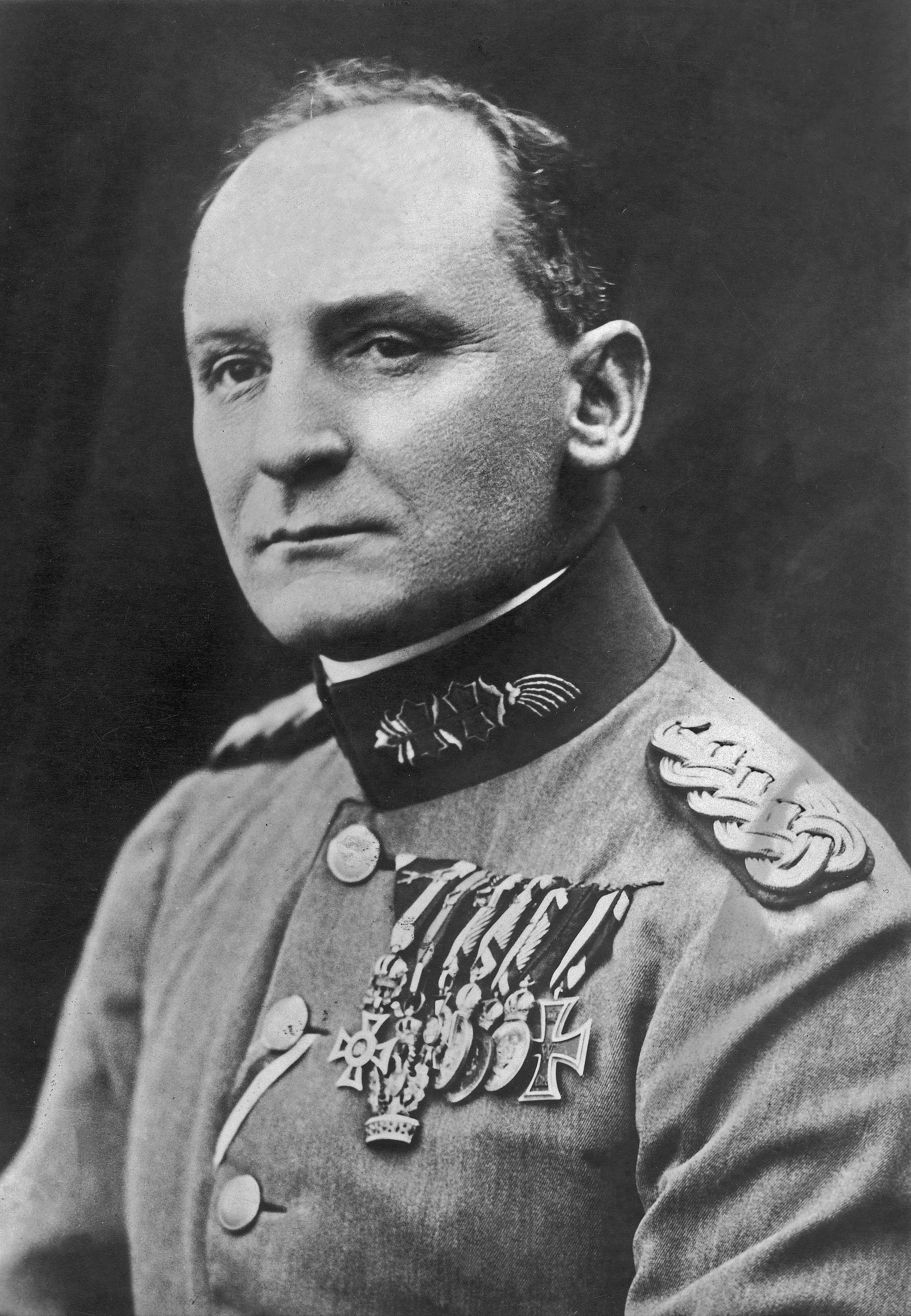
参謀総長たる歩兵大将。シグムンド・クナウス（1930年3月）
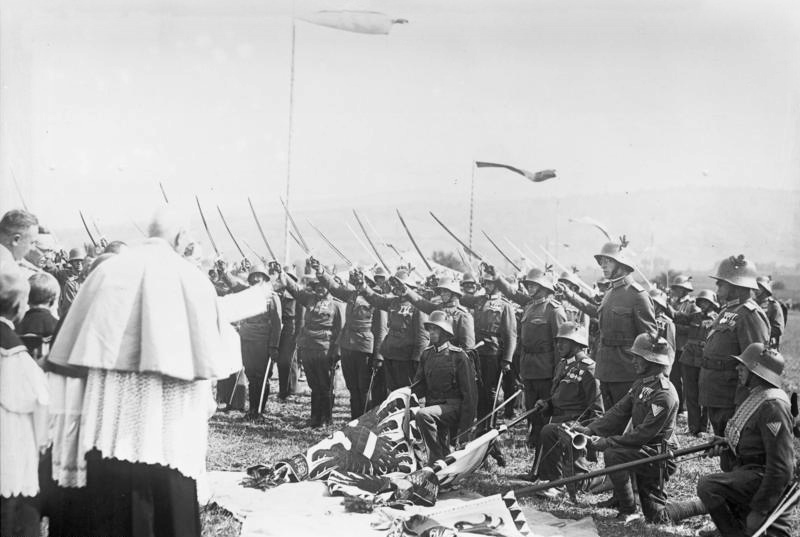
司祭の前で祈りの姿勢を行うオーストリア軍将兵（1931年8月）
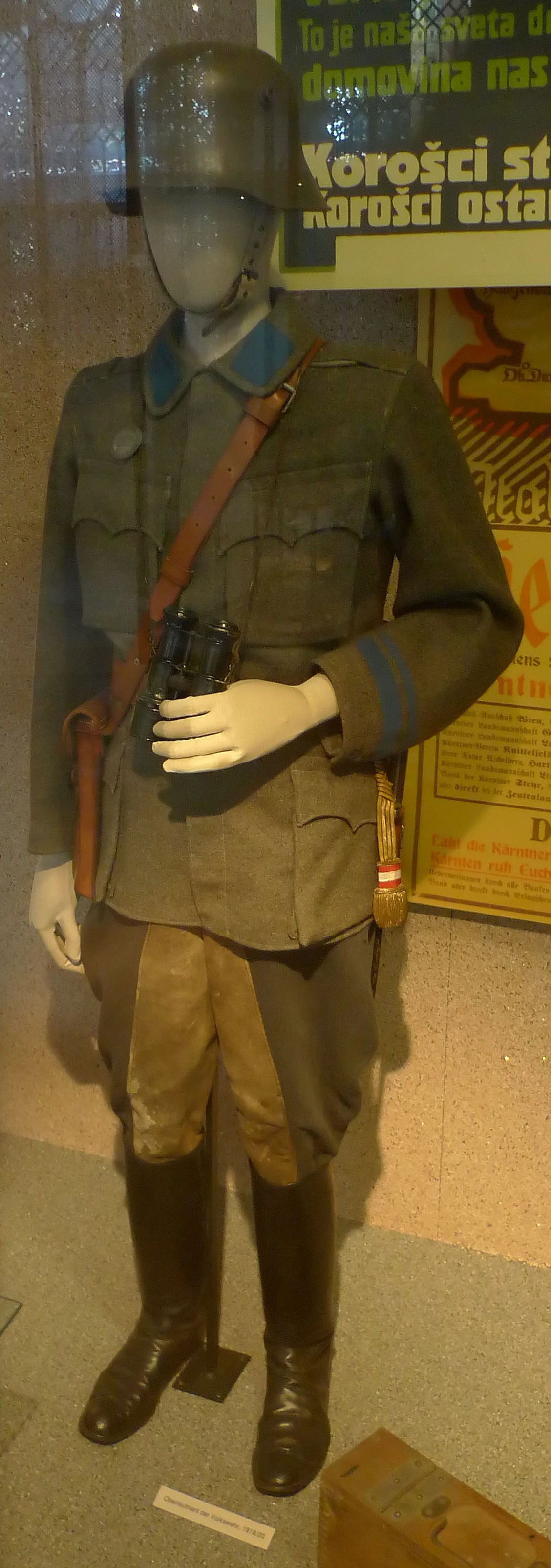
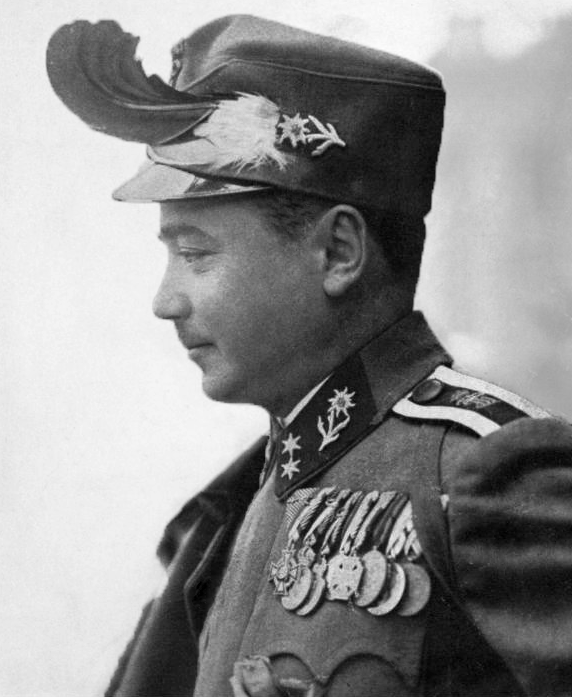
山岳兵たる中尉。エンゲルベルト・ドルフース（1933年）

### 主権回復後（1955年 - ）

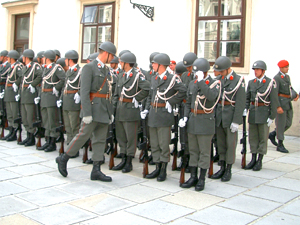
閲兵式に臨む現代のオーストリア陸軍兵士（2004年撮影）
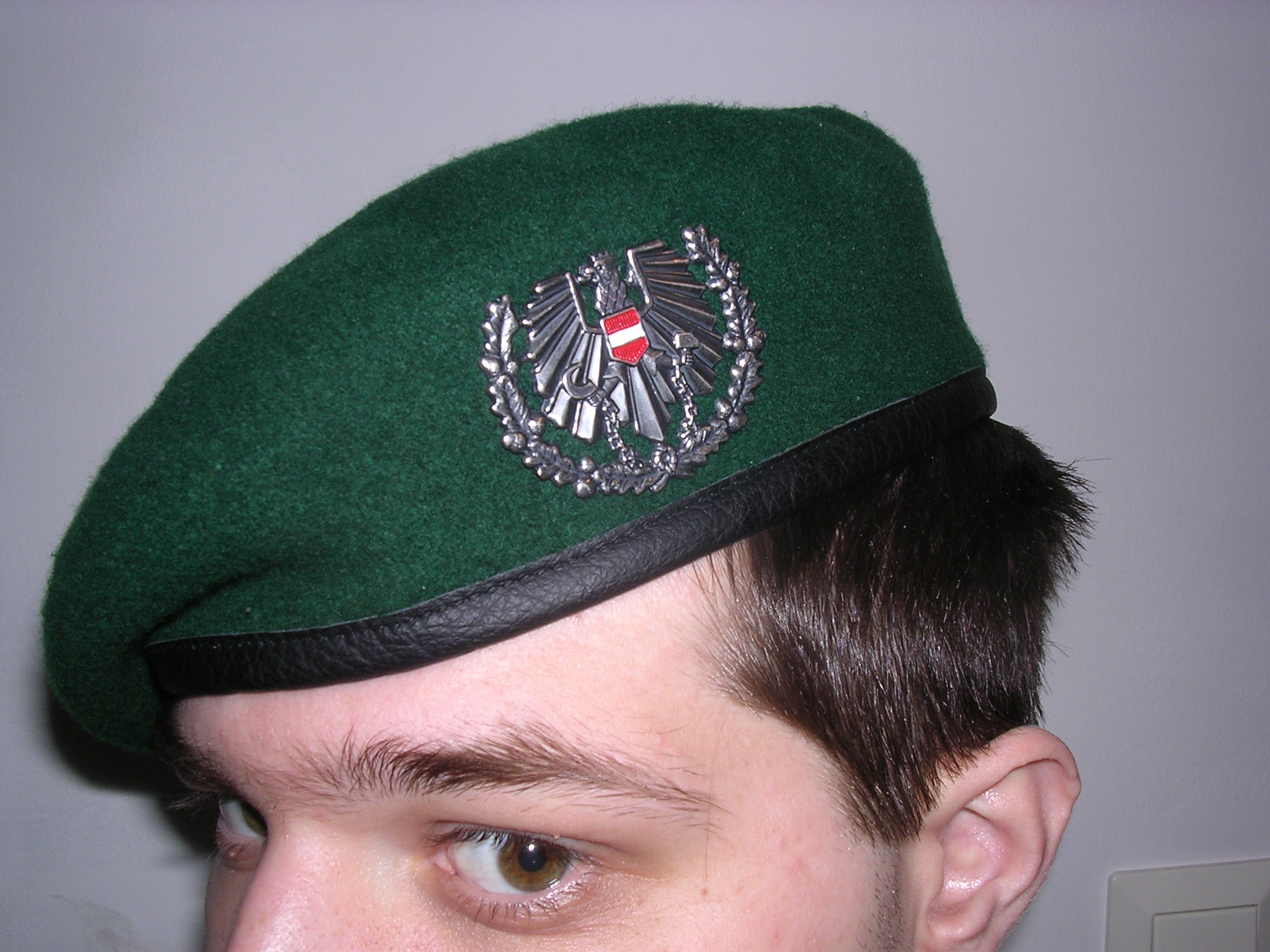
現在のオーストリア陸軍で使用されているベレー帽
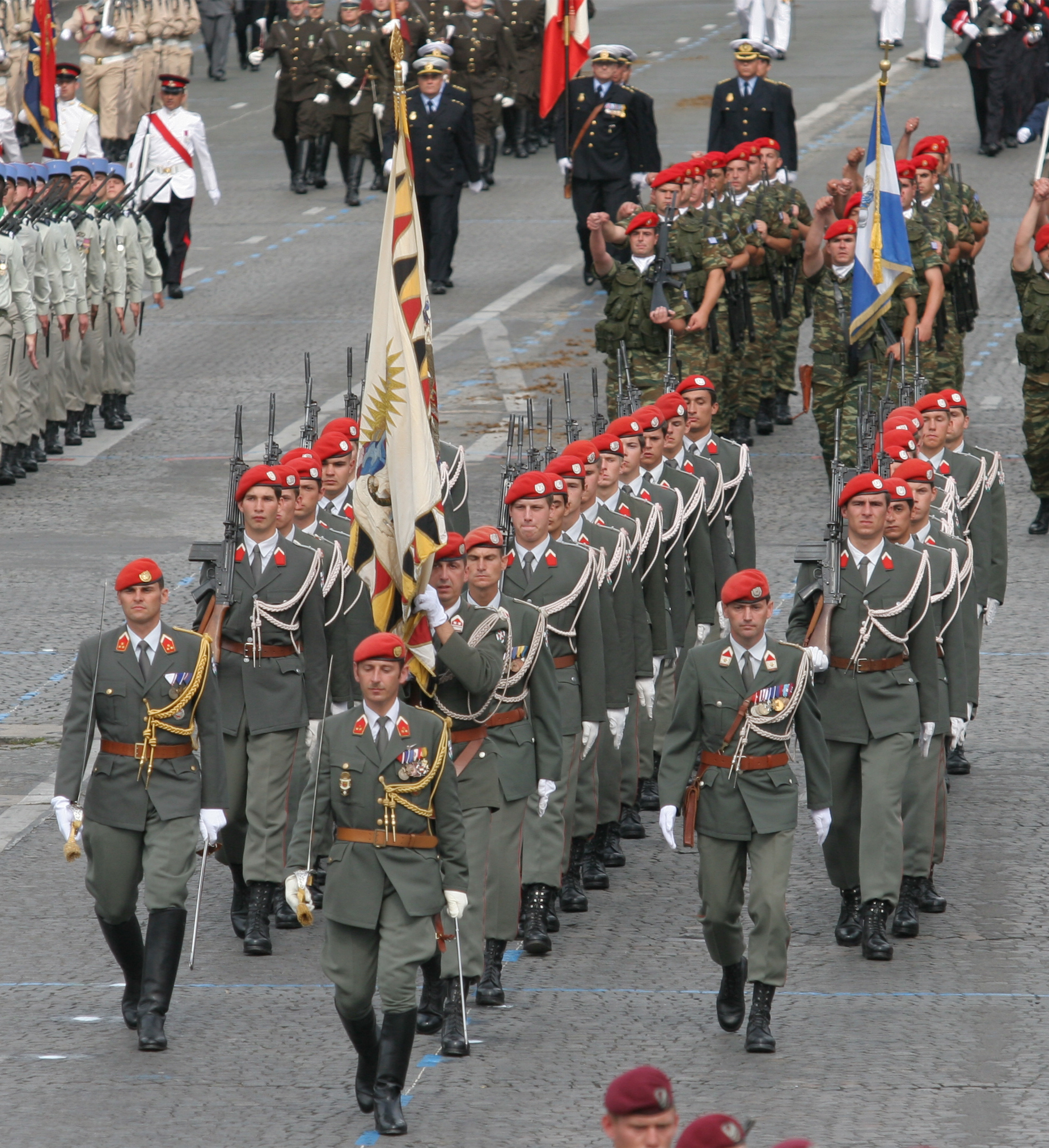
2007年。
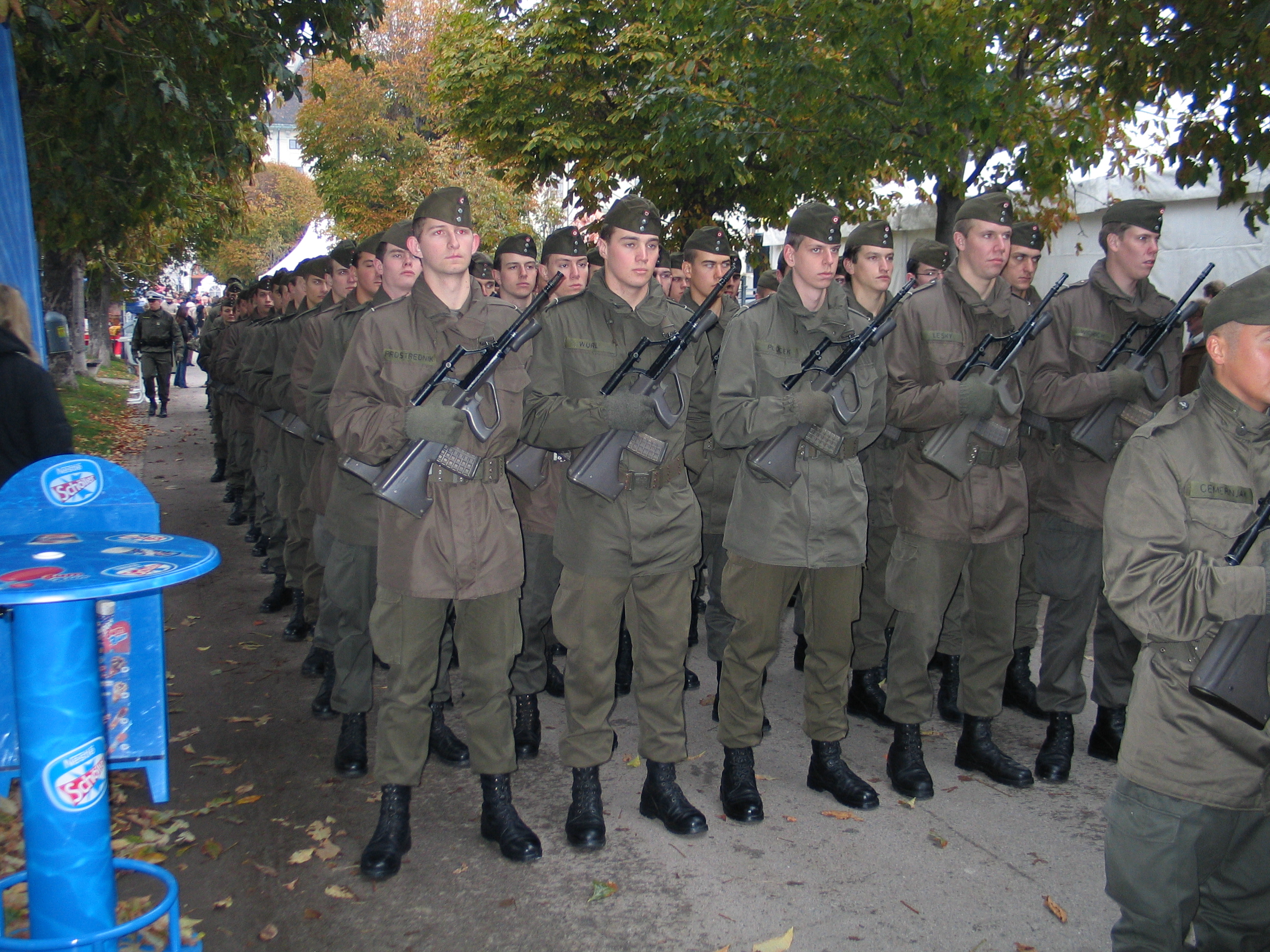
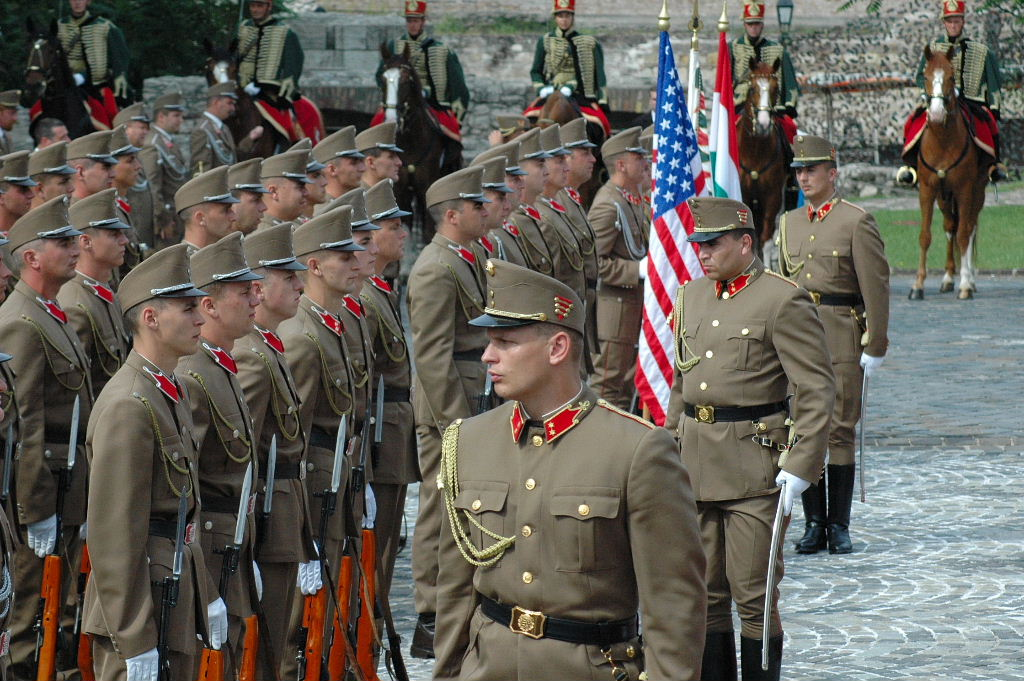
ハンガリー陸軍礼装。制帽、襟章等にオーストリア軍の影響が見られる（2006年）。

## 映画・舞台等に登場するオーストリアの軍服
- 連合軍占領下のウィーンを舞台にした映画「第三の男」には、占領軍憲兵隊に協力して犯罪捜査にあたるオーストリア警察（あるいはGendarmerie?）が登場する。
- マリア・フォン・トラップの生涯にヒントを得たミュージカル映画「サウンド・オブ・ミュージック」では、マリアの結婚式のシーンで、新郎のトラップ男爵がオーストリア海軍の礼服を着て登場する（当時オーストリアはアドリア海に面したスロベニア、クロアチア、ボスニア・ヘルツェゴビナがユーゴスラビア王国として独立し、内陸国となっていたため、男爵も海軍を退役していた）。
- 「エリザベート (ミュージカル)」ウィーン版では、フランツ・ヨーゼフ1世、皇太子ルドルフなど主要登場人物が、ハプスブルク帝国の軍服をモチーフとした衣装で登場する（ただし、軍服の上には緑色に光るフリルが縫い付けられている）。